# FC Bayern de Múnic
|  | «Bayern Munich» redirigeix aquí. Vegeu-ne altres significats a «Baviera-Múnic». |

El Bayern de Múnic, nom complet: Fußball-Club Bayern München e. V., és un club de futbol alemany de la ciutat de Múnic, a Baviera. De fet, el terme Bayern és el mot alemany que designa la regió de Baviera. Tant per palmarès com per afició –té més de cent mil socis inscrits– és el club més famós del seu país.

## Història
El Bayern es va fundar el 27 de febrer de 1900 quan Franz John, jugador del Münchner TurnVerein 1879 i deu dels seus companys, cansats de les condicions en què havien de treballar en el seu club, que era bàsicament gimnàstic, es van reunir per a escindir-se'n i crear-ne un de nou. Van batejar el nou club com Schwabinger Bayern; però aviat li canviaren el nom a l'actual FC Bayern.
Els inicis del club foren difícils ja que vivia a l'ombra de l'MTV 1879. A més, fins a la Segona Guerra Mundial, a Alemanya, el futbol estava menys considerat que d'altres esports. Tot i això, quan la selecció teutona va aconseguir el Campionat del Món de 1954 la tendència va canviar radicalment i el futbol va esdevenir l'esport més popular del país. El 1963 es va crear la Bundesliga, però el Bayern no hi va ser convidat. El seu primer any a la Bundesliga, la temporada 1965/66, va coincidir amb l'arribada al club de Franz Beckenbauer, qui es va sumar al talent del porter Josef Dieter Maier i del davanter Gerhard Müller, que rebé el qualificatiu de Torpede per la seva voracitat i eficàcia de cara a porteria. L'impacte d'aquests tres jugadors a l'equip fou immediat, ja que aquell mateix any van aconseguir el seu primer títol nacional: la Copa d'Alemanya. L'any següent va guanyar la Copa i el 1967 va iniciar la conquesta d'Europa, guanyant la Recopa.
El 1974, el Bayern va empatar la final de la Copa d'Europadavant l'Atlètic de Madrid gràcies a un xut des del centre del camp al minut 92 de partit. En el partit de desempat, disputat l'endemà, el Bayern va aconseguir la seva primera Copa d'Europa en guanyar, aquesta vegada, per 4-0. Va ser l'inici d'un gran trienni, ja que el 1975 el Bayern va guanyar la segona Copa d'Europa i va repetir triomf el 1976. A més, el club aportà la columna vertebral de la selecció alemanya que guanyà la Copa del Món de l'any 1974 derrotant a la final la taronja mecànica de Johan Cruyff. Beckenbauer es va retirar el 1977 i l'equip va notar la seva absència durant tres anys, durant els quals no va aconseguir cap títol. Aquests van tornar de la mà d'un jove ros i prim anomenat Karl-Heinz Rummenigge. Dues lligues (1980 i 1981) i una copa el 1982 tanquen l'època gloriosa del Bayern.
L'any 1987 el Bayern arriba a la final de la Copa d'Europa però és derrotat pel FC Porto, amb un jove jugador de 18 anys anomenat Paulo Futre. El Kaiser Beckenbauer va tornar a l'equip per a rescatar-lo de la mediocritat, aquesta vegada des de la banqueta, guanyant la lliga alemanya. Posteriorment dirigí l'equip des dels despatxos, convertint-se en president. Amb Klinsmann sobre el terreny de joc, el club guanyà la Copa de la UEFA el 1996. Diversos títols més a la dècada dels 90 van retornar el club al primer nivell del futbol alemany. El 1999, en un partit disputat al Camp Nou el club va perdre la Lliga de Campions davant el Manchester United FC amb dos gols en contra en el darrer minut. El 2001, però, l'equip bavarès es va treure l'espina d'aquella derrota tornant a guanyar la màxima competició europea després de derrotar el València CF en la tanda de penals.
El seu estadi ha estat l'Estadi Olímpic de Múnic fins a l'any 2005 en què es traslladà a l'Allianz Arena, construït amb motiu de la disputa de la Copa del Món del 2006.

### 1900-1932: Èxit des de l'inici

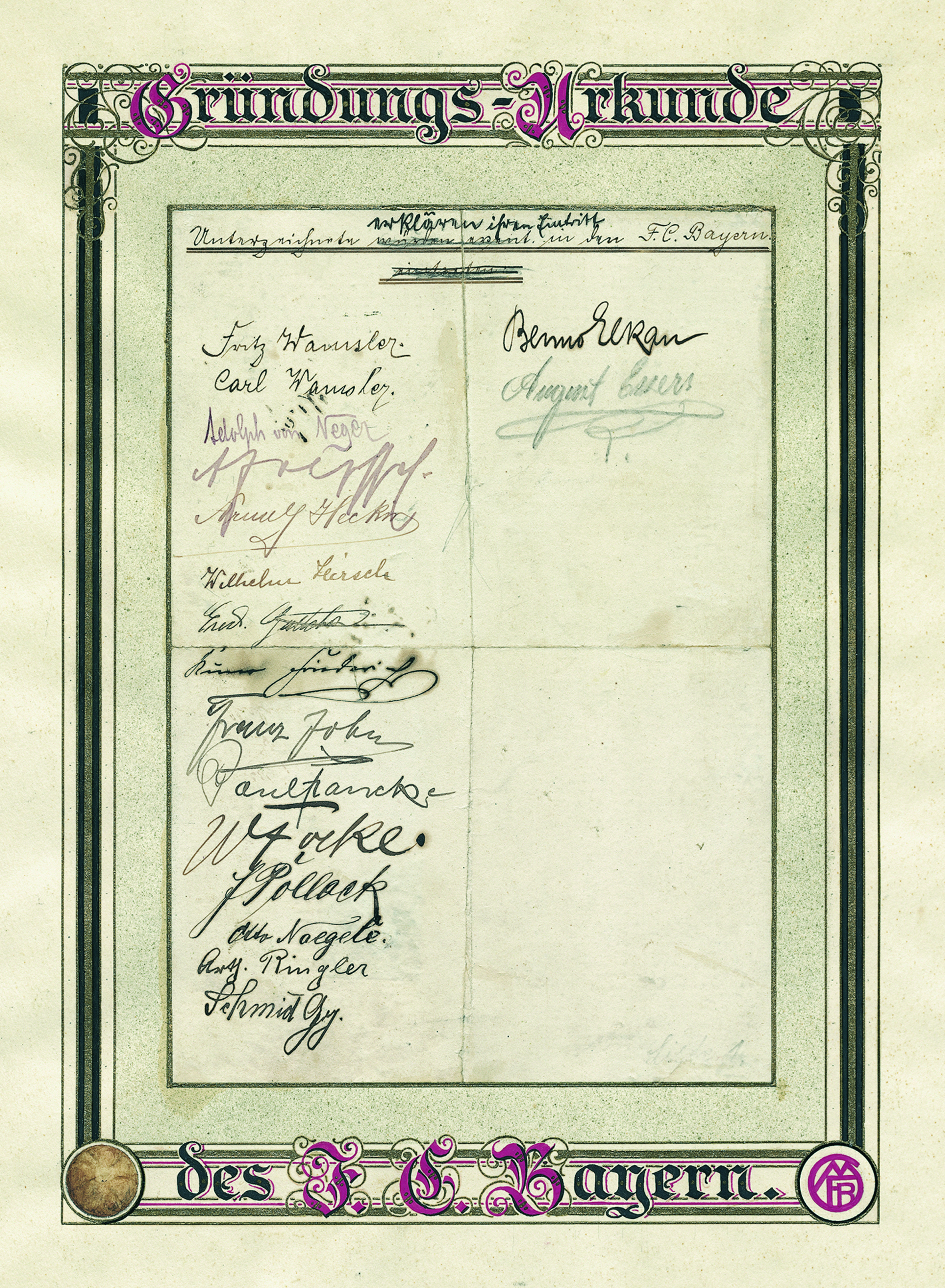
Fragment de l'acta fundacional del club remesa al febrer de 1900.

El 27 de febrer de 1900 els jugadors del MTV Múnic es van reunir en la posada Bäckerhöfl. Recentment hi havia una disputa entre els jugadors sobre el futur del club, a causa que la junta directiva del MTV havia rebutjat l'adhesió del club a l'Associació de Futbol del Sud d'Alemanya. Onze homes: Nägele, Schmid, Karl, Wamsler, Ringler, Focke, Francke, Friedrich, Zoepffel, Pollack i Jhon, deixen la posada i es troben en el restaurant Gisela en Schwabing, amb la finalitat de crear el FC Bayern. Entre els membres esmentats en el memoràndum, es trobava Benno Elkan, que més tard es convertiria en un escultor reconegut. Franz John va ser el primer president en la història del club, i com a colors va triar el blau i blanc.
El primer camp d'entrenament es trobava a la ciutat, on encara existeix avui, Schyrenplatz. El primer rival va ser l'1. Münchner FC 1896, al com el Bayern li va guanyar 5:2 al març de 1900. A poc a poc el club va ser reunint a més jugadors, entre ells a tres futbolistes del 1860 Múnic. El primer partit d'una llarga rivalitat entre el Bayern i el 1860 Múnic es va dur a terme el 1902, on el Bayern guanyaria el partit per 3:0.

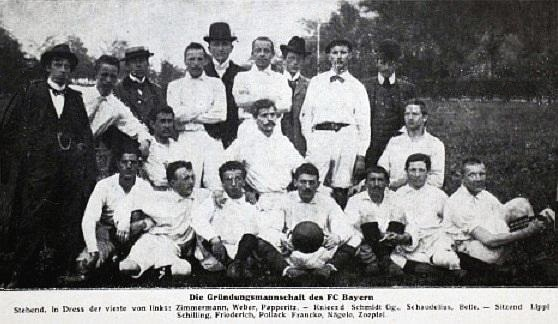
Una de les primeres esquadres del club el 1900.

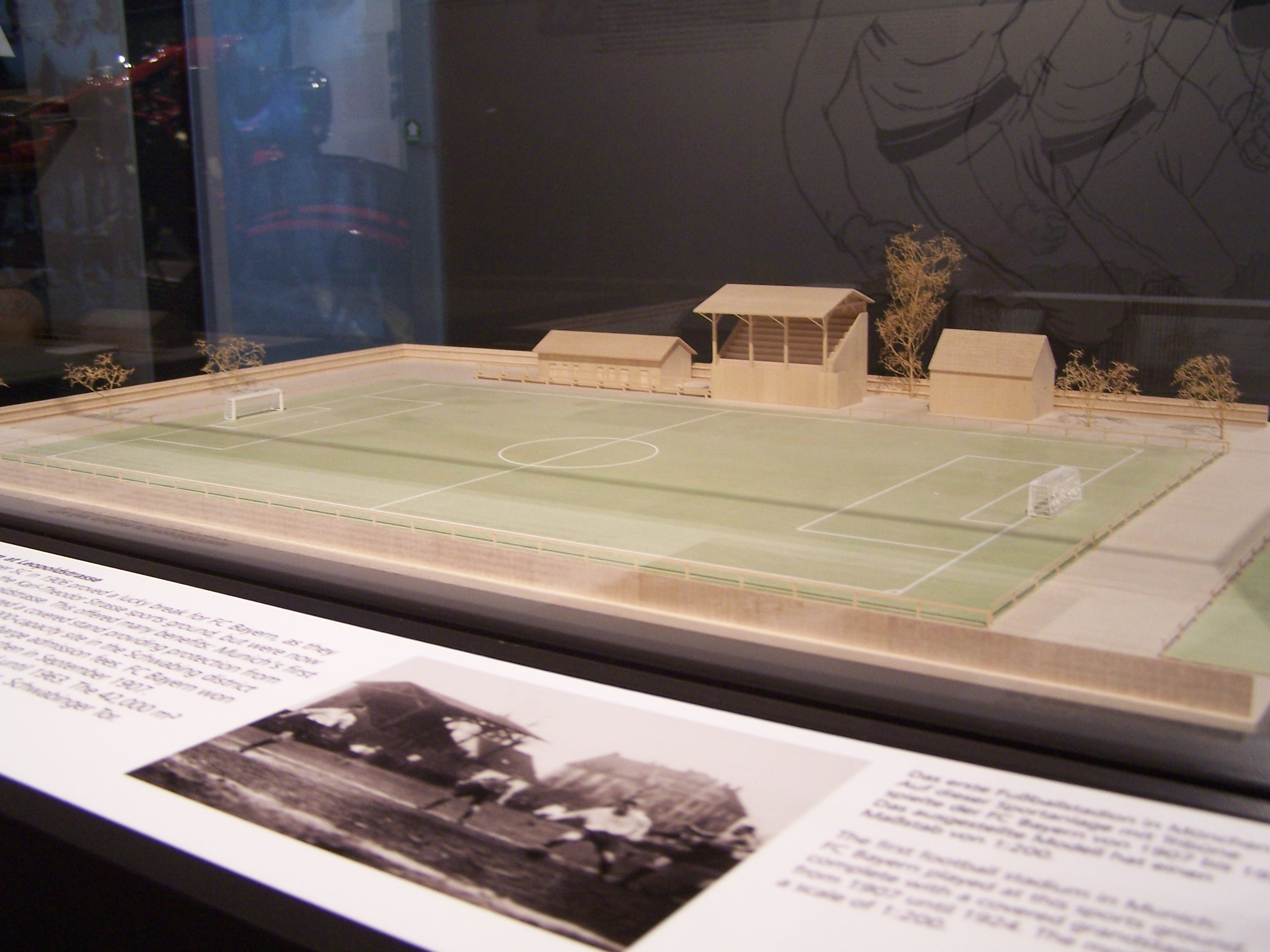
Model del primer estadi del Bayern a Leopoldstraßi, la seva seu des de 1906 a 1924.

A causa de consideracions financeres, i per resoldre un problema de disponibilitat de terreny de joc, el Bayern es va unir al ric Münchner Sport-Club (MSC) l'1 de gener de 1906, conservant la seva independència. L'única concessió que van fer va ser portar els colors del club MSC, que eren pantalons vermells i camisa blanca. L'equip era conegut com a «Die Rothosen» (Els pantalons curts vermells). A nivell local «els bavaresos» eren els número u indiscutiblement, competint contra altres clubs de major nivell al sud d'Alemanya, no obstant això, amb menys èxit. Per a aquest moment els equips que dominaven havien sorgit en la dècada de 1880, entre ells el Eintracht Frankfurt.
El 1907 sota la presidència d'Angelo Knorr, renuncien a la instal·lació esportiva de Karl-Theodor-Straßi i passen al camp de futbol de Leopoldstraßi, inaugurant així la primera tribuna en un camp de futbol a la ciutat de Múnic. El partit inaugural es va saldar amb victòria del local amb un 8:1 davant el Wacker Múnic. El 1908 el club va tenir a més de 300 membres, vuit equips i a més de 100 jugadors juvenils. El 1910 van poder participar per primera vegada en la ronda final del campionat del Sud d'Alemanya (Süddeutschen). Al final el Bayern va prendre el segon lloc darrere del Karlsruher FV. En el mateix any Max Gablonsky es convertiria en el primer jugador del club a ser cridat per la selecció de futbol d'Alemanya.
En els anys següents el club va guanyar alguns trofeus locals i el 1910 el Bayern es va fer membre de la Kreisliga recentment fundada, la primera lliga regional de Baviera. Van conquistar aquesta lliga en la seva primera temporada, però no ho van fer una altra vegada fins al començament de la Primera Guerra Mundial el 1916, la qual va detenir totes les competicions de futbol a Alemanya.
Durant la Primera Guerra Mundial el club va ser un puja i baixa, amb el qual es temia que el club i el seu entorn arribessin a la seva fi. No va ser sinó fins a la temporada 1919-20 que el club va garantir la seva participació una vegada més en el torneig. A l'octubre de 1919, el München SC es va fusionar amb el Turnverein Jahn per formar el TuSpV Bayern. William Townley va ser de nou l'entrenador, continuant amb la tradició de tenir un entrenador anglès en el club. Ja en els anys anteriors a la guerra, «els bavaresos» havien tingut a Taylor, Hoer i Charles Griffithm, tres anglesos com a entrenadors, sent l'últim el primer entrenador a temps complet del club.
Al començament de 1924 el club reverteix la fusió amb el Turnverein Jahn, per la qual cosa el TuSpV Bayern passa a ser una associació independent amb el nom FC Bayern München, sent dirigits aquesta vegada per l'escocès Jin McPherson. El 1926 el Bayern va conquistar el campionat del sud d'Alemanya. Els més durs competidors havien tornat, com el Núremberg i el SpVgg Fürth, qui en aquest moment era considerat el millor equip alemany a Baviera. El partit de tornada contra el Fürth va ser en el Grünwalder Stadion, que va ser transmès en viu per ràdio. Després d'un partit dramàtic, el Bayern va guanyar 4:3. Ja el 1928 va arribar amb l'entrenador hongarès Leo Weisz va guanyar el segon campionat. Una vegada més classificat a les semifinals, el Bayern va derrotar còmodament al Hamburg per 2:8.

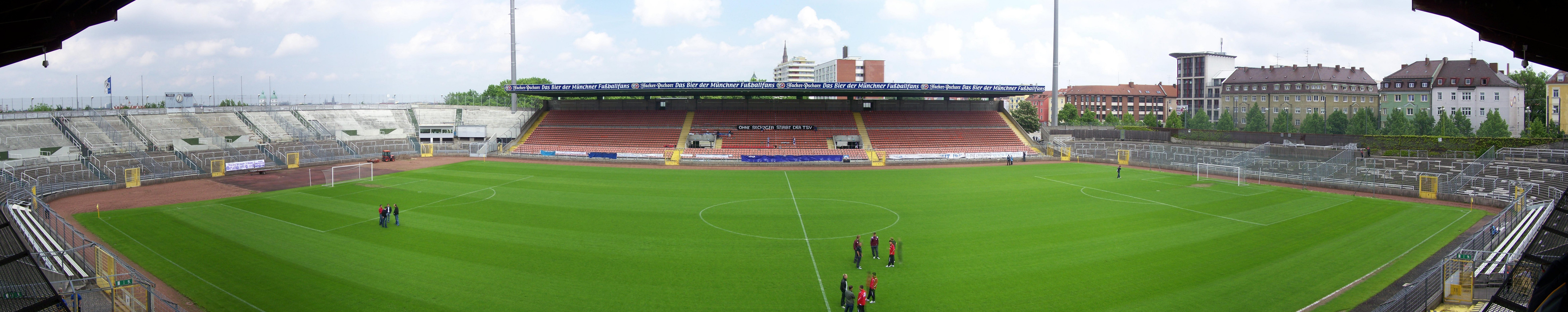
Vista del Grünwalder Stadion. Seu del Bayern de Múnic des de 1926 a 1972. Avui dia l'estadi serveix com a seu de l'equip filial.

Després de tres intents fallits de guanyar el campionat alemany els anys 1926, 1928 i 1929, van tenir més èxit el 1932. El canvi d'entrenador de Kálmán Konrád a Richard «Dombi» el 1930 va resultar ser una bona decisió. La final del campionat alemany del sud la va perdre contra el Eintracht Frankfurt i va ser com a segon millor a la ronda final del campionat alemany. El partit va tenir lloc i el Bayern va derrotar el fins aleshores cinc vegades campió alemany, el Núremberg, per 2:0. Els gols van ser marcats per Oskar i Hans Welker. En la final celebrada en Núremberg el 12 de juny de 1932, es van enfrontar novament al Eintracht Frankfurt. Milers d'afeccionats del Bayern es van acostar a l'esdeveniment, incloent prop de 400 aturats amb bicicleta. El club va tenir el gest si es fes càrrec dels costos d'aquests fanàtics quan els bitllets i estadía nocturna. En el dia de la final, 55 000 espectadors van veure el partit en l'estadi. «Ossi» Rohr va marcar per posar el marcador 1:0 abans de finalitzar el primer temps. En la segona meitat els de Frankfurt van empènyer buscant l'empat, però en el 75' Franz Krumm va marcar el 2:0 decisiu per al Bayern. Després de la xiuletada final el Bayern de Múnic es va portar per primera vegada la històrica Copa Victoria. També, per primera vegada un club de la ciutat de Múnic va ser campió alemany.

### 1933-1965: Temps díficils i reconstrucció
El Bayern es va establir com un dels grans clubs d'Alemanya. Tant és així que Wilhelm Simetsreiter, Ludwig Goldbrunner i Ludwig Goldbrunner foren seleccionats havien representat a l'equip nacional d'Alemanya en els Jocs Olímpics de 1936 en Berlín. No obstant això la Segona Guerra Mundial va esclatar, la qual cosa va significar que molts clubs havien entrat en hibernació entre ells el Bayern.
El 1933 el club no va poder defensar el seu títol després de perdre els seus dos partits vitals contra el 1860 Múnic en el campionat alemany del sud. Després de la presa del poder dels nazis, sota el lideratge d'Adolf Hitler, el president del club, Kurt Landauer, va haver de dimitir per la pressió política exercida contra ell a causa de la seva ascendència jueva. L'entrenador Richard Kohn «Dombi», també d'origen jueu, va haver de traslladar-se a Suïssa.
| «                                                              | El Bayern de Múnic va seguir considerant Landauer com a president, i jugadors i dirigents el van visitar a Suïssa malgrat saber que, amb això, es posaven en la mira de la Gestapo. | » |
| — Theo Zwanzige, president de la Federació Alemanya de Futbol. | |   |

L'auge del nazisme va suposar la fi del creixement del Bayern, ja que nombrosos socis del club van deixar de ser-ne. El Bayern era anomenat «el club dels jueus» i, com era un club semiprofesional, es va veure afectat també per les mesures governamentals, per la qual cosa els jugadors de futbol van haver de passar una altra vegada a la categoria d'afeccionats. En els anys següents, el Bayern no va poder seguir defensant el títol nacional, però en canvi va arribar a classificar-se en la meitat de la taula de la seva lliga regional. A més, Oskar Rohr un dels millors jugadors, va deixar el club per jugar com a professional en el Grasshopper Club Zuric. El nou entrenador Hans Tauchert no va ser capaç de repetir els vells èxits del club i el 1934 és reemplaçat per Ludwig Hofmann. Hofmann va morir al poc temps per una malaltia en la gola, per la qual cosa Richard Michalke va assumir el càrrec d'entrenador.
El 1939 es produeix el primer descens en la història del club. A mesura que la guerra avançava, la Gauliga era més regionalizada per evitar que els clubs haguessin de traslladar-se a grans distàncies. Poc abans del final de la guerra van jugar en el Gauliga Múnic/Alta Baviera. El 1944 aconsegueixen el campionat alemany del sud i el club es va classificar per a la ronda final en el campionat alemany. En la segona ronda perden per forfeit contra el VfR Mannheim. El 13 de juliol del mateix any, l'oficina i una part dels arxius del club van ser destruïts després dels bombardejos. A l'any següent Conny Heidkamp passa a ser jugador-entrenador per afrontar la ronda final del campionat alemany. Aquesta ronda no es va dur a terme l'any del final de la Segona Guerra Mundial.
El juliol de 1944 el Bayern va perdre la seva casa quan un bombardeig aliat va destruir l'oficina del club. Malgrat tot, els jugadors van mostrar un gran esperit d'equip. El 22 d'abril de 1945, solament uns dies abans del final de la guerra, va vèncer 3:2 al 1860 Múnic. D'acord amb els registres del club, el Bayern va perdre a 56 membres en el camp de batalla, entre ells els jugadors de selecció Josef Bergmaier i Franz Krumm. Molts altres van ser declarats desapareguts en combat. Set membres també van ser assassinats pels nazis per raons racials, polítiques o religioses.
Després de la Segona Guerra Mundial i dissolt el Consell de Control Aliat, tots els clubs esportius d'Alemanya van haver de sol·licitar una llicència per a la seva nova fundació. Més que ningú, el capità Conny Heidkamp, havia fet tot el possible per mantenir els jugadors junts durant els pitjors dies de la guerra. Sis setmanes després de la capitulació alemanya de maig de 1945, el Bayern disputaria el seu primer partit, perdent 4:3 contra el seu rival local FC Wacker. Aquest mateix any pugen a jugar la Oberliga Süd. El nou començament després de la guerra va ser difícil, al juny de 1947 Kurt Landauer torna de l'exili, i unes setmanes més tard va ser reelegit com a president de l'associació. La seva cambra i últim mandat va acabar el 1951.
El nombre de membres de l'associació va mostrar un desenvolupament positiu en els anys de postguerra. Aviat, el Bayern va tornar a aconseguir més de 1000 membres. El 1949, va assolir de nou la fase de classificació pel campionat alemany en arribar en tercer lloc en la taula de la lliga. En la qualificació es van trobar amb el St. Pauli, però el club va perdre 0:2. Des d'aquest moment va començar una llarga davallada esportiva en l'associació, que fins i tot va culminar amb el descens en la temporada 1954-55. No obstant això, aconsegueixen l'ascens a l'any següent.

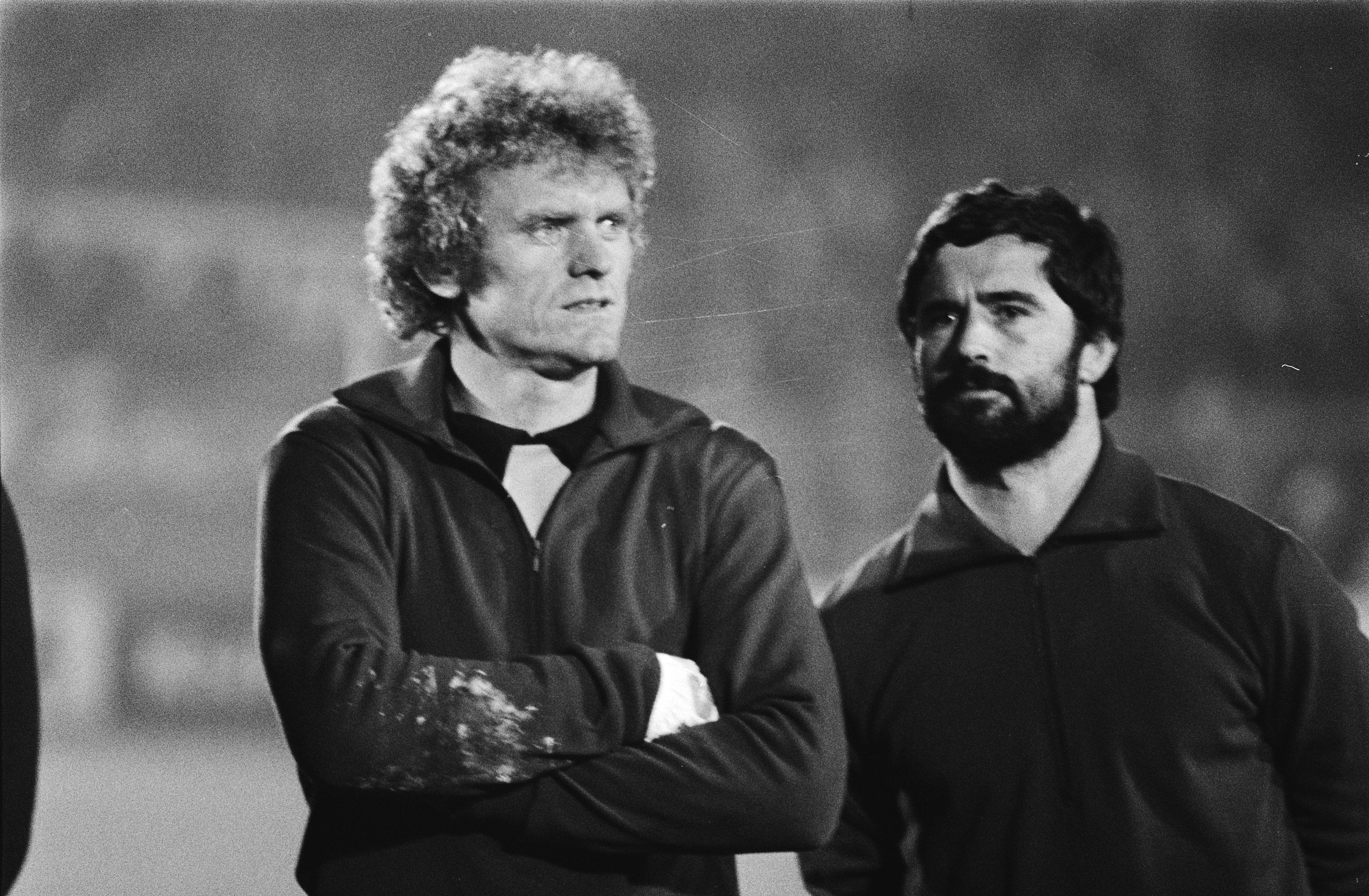
El 1962 debuta una de les primeres grans figures del club, Sepp Maier (esquerra), qui jugaria tota la seva carrera en el club. A la dreta Gerd Müller.

El futbol alemany va necessitar un temps per arrencar després d'un període de necessitat i catàstrofes. Va trigar nou anys a tornar a calar entre les masses, en tornar la selecció alemanya triomfal del Mundial de Futbol de 1954 disputat a la veïna Suïssa. L'equip de Sepp Herberger hi va guanyar el seu primer títol mundial, encara que la final contra Hongria fos una amarga experiència per Jakob Streite, el cervell de «els bavaresos». El fins llavors 15 vegades internacional va haver de veure el partit des de la graderia. Amb els anys, un partit de la selecció alemanya sense cap jugador del Bayern es va convertir en quelcom poc usual.
Un dels pocs punts destacats dels anys 40 i 50 per al club, va ser guanyar la Copa d'Alemanya. En el ressorgiment, el Bayern no volia prendre part en la copa originalment. La raó era simplement per estalviar despeses de viatge, però el nou entrenador Willibald Hahn va insistir que era necessari participar i ser capaç d'imposar-se en la final. Després de vèncer en la semifinal al Saarbrücken amb marcador de 3:1. La final seria davant 42 000 espectadors a l'estadi Augsburger Rosenaustadion, on Jobst va marcar el definitiu 1:0 contra el Fortuna Düsseldorf.
Després d'aconseguir el sorprenent èxit i el primer títol important des de 1932, van aparèixer els problemes una altra vegada. En la lliga solament va aconseguir el setè lloc i va haver-hi una vegada més problemes financers. No obstant això apareix Roland Endler, un home de negocis de la ciutat de Neuss i gran fanàtic del Bayern, el qual va proveir els fons necessaris i va ser recompensat amb quatre anys en la presidència del club.
Amb el nou entrenador Adolf Patek van aconseguir el quart lloc en la temporada 1958-59, el millor resultat dels últims deu anys. Després d'allò va venir un petit període de sequera. La temporada 1962-63 el club va participar per primera vegada en un torneig internacional de prestigi; la Copa de Fires. En l'edició 1962-63, va aconseguir vèncer al Basilea XI de Suïssa per 0:3 en els dieciseisavos de final. En vuitens es van enfrontar al Drumcondra de Irlanda on van aconseguir un engruixat marcador en l'anada després de guanyar 6:0, mentre que en la volta van caure derrotats per la mínima. En els quarts de final acabaria la seva participació en caure 1:4 davant el Dinamo de Zagreb i empatar a zero en la volta.

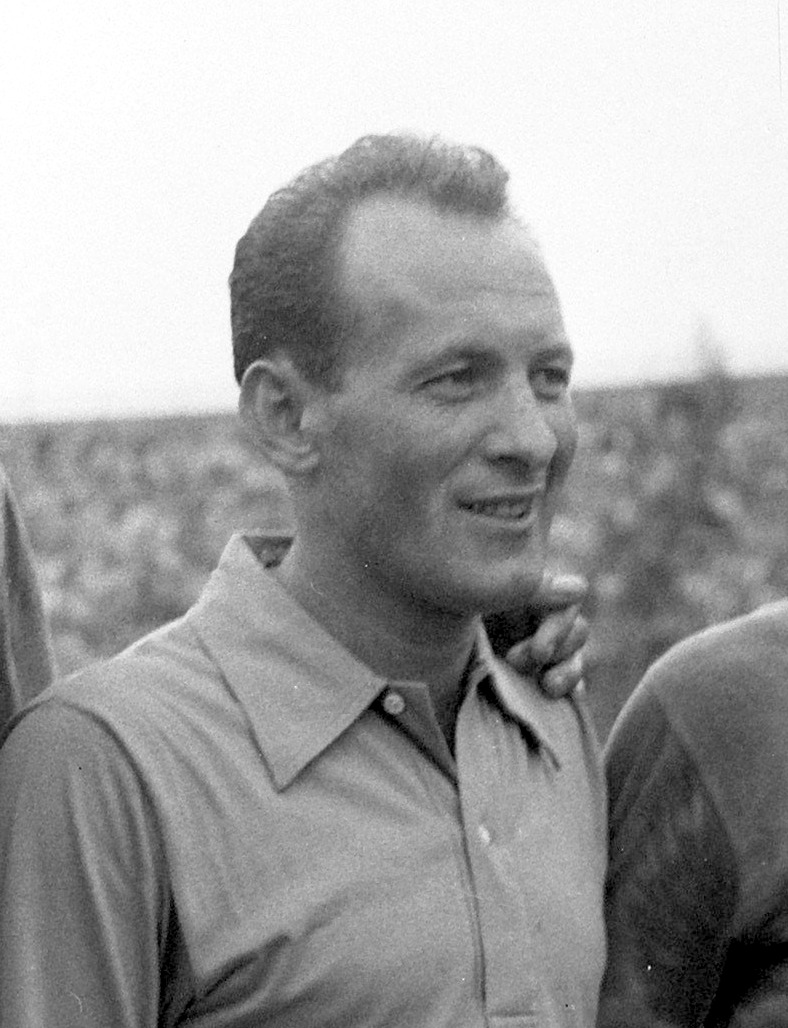
Zlatko Čajkovski, primer entrenador del Bayern en la Bundesliga.

El 28 d'abril de 1962 neix una nova era en el Bayern: en primer lloc, solament de forma provisional i per un any, Wilhelm Neudecker es va fer càrrec del club. Herbert Erhardt era l'únic jugador experimentat del club, per la qual cosa van haver de portar talent jove, entre ells a Sepp Maier. El 30 de desembre de 1962, el porter del Bayern, Fritz Kosar, va haver d'ajudar en l'atac pel que Maier va realitzar el seu debut amb tan sols 18 anys. El Bayern va acabar la temporada en la tercera posició de la taula darrere del Núremberg i el 1860 Múnic. El 1963 no solament havien perdut el campionat, sinó que les Oberligas a Alemanya van ser consolidades en una lliga nacional, la Bundesliga. Cinc equips de la Oberliga Süd van ser admesos. El Bayern va acabar en tercer lloc en la divisió meridional aquest any, però l'altre equip de Múnic, el 1860 Múnic, havia guanyat el campionat. Com l'Associació Alemanya de Futbol preferia no incloure dos equips d'una mateixa ciutat, el Bayern no va ser seleccionat per a la Bundesliga.
El contracte de Helmut Schneider en realitat va ser estès, però després va haver d'abandonar el club. Va ser reemplaçat per Zlatko Čajkovski. L'objectiu de la temporada era aconseguir la ronda de promoció a la lliga, el qual també es podria aconseguir amb un segon lloc al final de la temporada. El 6 de juny de 1964, en el primer partit de la ronda de promoció davant el St. Pauli, el Bayern va sortir airós guanyant 4:0. Va ser el primer partit oficial de Franz Beckenbauer, qui per al moment comptava amb 18 anys. En el seu primer partit amb el Bayern va aconseguir el seu primer gol.
Al començament de 1964, tant el Bayern i el 1860 Múnic van tractar d'utilitzar els serveis del davanter Gerd Müller des del club d'afeccionats de TSV 1861 Nördlingen. Mentre Bayern va oferir a Müller un contracte professional, el TSV solament va oferir un contracte d'afeccionat d'un any. Això va portar al fet que el posteriorment conegut «bombarder de la nació» s'adherís a la lucrativa oferta presentada pel Bayern. Čajkovski no estava molt impressionat pel compromís de Müller, per la qual cosa afectuosament el va anomenar «grassonet Müller». Müller posteriorment va ser determinant en la consecució del campionat i l'ascens a la Bundesliga: en 26 partits, va marcar 32 gols. El partit de promoció va ser davant el Tennis Borussia Berlín, on el Bayern aconseguiria una contundent victòria per 8:0 a la ciutat de Berlín, a més de l'ascens. Maier, Beckenbauer i Müller van conformar l'anomenat «eix», que posteriorment va portar a la fama mundial el Bayern.

### 1966-1979: Els anys daurats

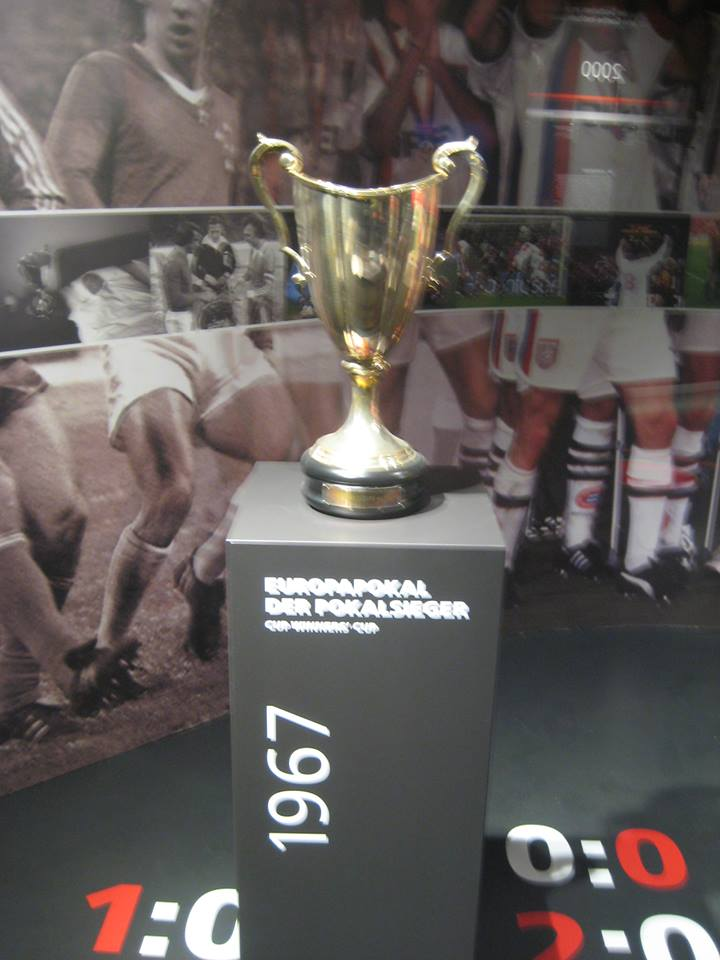
El Bayern de Múnic aconseguiria guanyar el seu primer títol internacional, la Recopa d'Europa, el 1967.

En la seva primera temporada de la Bundesliga el Bayern va disputar el derbi davant el 1860 Múnic perdent amb marcador de 0:1. Posteriorment en el partit de tornada, el Bayern va aconseguir guanyar 3:0, donant-li el tercer lloc en la taula. Va ser l'única vegada en la història de la Bundesliga que tots dos clubs de Múnic finalitzaven la lliga ocupant els primers tres llocs de la taula. Aquesta mateixa temporada van aconseguir guanyar la final de la Copa d'Alemanya derrotant el SV Meidericher 4:2. Això ho va classificar per la Recopa d'Europa de l'any següent.
La temporada següent, l'equip es va mantenir gairebé sense canvis. Solament Franz Roth es va incorporar al club. Des de l'aparició de la Copa de Fires, el Bayern va jugar per primera vegada una competència internacional organitzada per la UEFA, la Copa d'Europa de Campions de Copa. En aquest torneig es donaria el primer gran triomf del Bayern en l'escenari europeu. Bayern va arribar a la final com una completa sorpresa després de deixar en el camí a clubs com el Tatran Prešov de Txecoslovàquia, Shamrock Rovers de Irlanda, Rapid Viena de Àustria, i Standard Lieja de Bèlgica. La final seria en el Frankenstadion, de la ciutat de Núremberg, lloc on 35 anys abans el Bayern havia aconseguit guanyar el primer títol important per al club. El Bayern va jugar la final contra el Rangers d'Escòcia. Davant 71 000 espectadors, «el toro» Roth, qui posteriorment es guanyaria el sobrenom «Mr. Copa d'Europa» per marcar en els partits importants, va obrir el marcador en la pròrroga als 108', donant-li el primer títol internacional al Bayern de Múnic. La copa va tornar a portar-la-hi un club alemany, després que la temporada passada el Borussia Dortmund ho aconseguís.
El 1967 el Bayern va quedar en el sisè lloc de la lliga, no obstant això, va retenir la copa d'Alemanya. En Stuttgart, 68 000 espectadors van veure el nou triomf del Bayern 4:0 davant el Hamburg de Uwe Seeler, amb gols de Müller (2), Ohlhauser i Brenninger. Est va ser el tercer èxit dins de dotze mesos. Un jove Franz Beckenbauer guanyaria a més el premi al futbolista alemany de l'any.
La següent temporada no va ser l'any dels de Baviera. En les semifinals de la Recopa d'Europa van ser derrotats en semifinals pels eventuals guanyadors, l'AC Milan, mentre que en la Copa d'Alemanya, el VfL Bochum, que para aquest llavors jugava en la tercera divisió, va derrotar els campions en semifinals.
«Tschik» Čajkovski va abandonar el club el 1968 després de cinc anys d'èxit. Va ser reemplaçat per un entrenador nou, Branko Zebec, qui assumeix el control i reemplaça l'estil ofensiu del Bayern per un estil més disciplinat, i en fer això va aconseguir el primer doblet en la seva història, usant solament a 13 jugadors al llarg de la temporada. Amb ell va arribar Gustl Starek i Peter Pumm. Tots dos van demostrar ser en els anys següents els pilars del seu enfocament, que es va basar en una defensa forta. En el seu primer any com a entrenador, Zebec va portar al Bayern a guanyar la lliga i la copa per primera vegada en la història del club. En la final de copa van derrotar el Schalke 04 amb un 2:1 derrotats. Gerd Müller es portaria aquesta temporada el premi al futbolista alemany de l'any.
El 13 de març de 1970, Udo Lattek reemplaça a l'anterior entrenador Zebec. Al comandament de Lattek, va començar una era reeixida per al Bayern. Lattek va conduir a l'equip a aconseguir el subcampionat en la temporada 1969-70, on Gerd Müller aconsegueix per tercera vegada el títol de màxim golejador de la lliga en marcar 38 gols. A més, va ser el golejador de la Copa Mundial de Futbol de 1970 celebrada en Mèxic. A meitat d'any, Werner Olk qui havia estat capità durant algunes temporades, posa fi a la seva carrera. Mentrestant, havia sorgit un equip al que el Bayern durant aquests anys va haver de batre, el Borussia Mönchengladbach. Els «onze poltres» van guanyar la lliga el 1970 i 1971, relegant per dues vegades al Bayern a la segona plaça.
La temporada següent el Bayern es va mantenir una vegada més en el segon lloc darrere del Borussia Mönchengladbach. Per llavors, Lattek havia estat molt criticat, no obstant això en la seva primera temporada completa com a entrenador en cap, va guanyar la Copa d'Alemanya i va ser subcampió de nou. Gerd Müller aconseguiria de nou el premi com a màxim golejador, però aquesta vegada no solament seria el golejador de la copa, sinó de tot Europa. En la final contra el Colònia, Bernd Rupp marcaria el 0:1 per al Colònia, mentre que Franz Beckenbauer va empatar als 53'. Franz Roth havia estat substituït al 68' per Edgar Schneider, qui aconseguiria marcar al 118' per donar-li el triomf al Bayern.
Abans de l'inici de la nova temporada el club li donaria l'oportunitat de debutar a dos jugadors que més tard determinarien el futur del Bayern: Uli Hoeneß i Paul Breitner. Tots dos per llavors tenien 18 anys. La temporada 1971-72 va ser un any rècord per al club. Es van coronar campions amb 55 punts i 101 gols marcats. 40 d'aquests gols van ser marcats per Gerd Müller. A més, durant la temporada li van endossar un 11:1 al Borussia Dortmund. El 28 de juny de 1972, el Bayern va jugar el seu primer partit a casa en el estadi Olímpic de Múnic, sent est l'últim partit de la temporada. La temporada següent el Bayern novament es va consagrar campió, aquesta vegada liderant des de la primera fins a l'última jornada, amb 11 punts d'avantatge davant el seu perseguidor, el Colònia.
En la Copa de Campions d'Europa 1973-74, el Bayern va aconseguir avançar als vuitens de final després de vèncer en la tanda de penals al Åtvidabergs de Suècia. Posteriorment va venir el duel alemany davant el Dinamo Dresden. En l'entretemps de l'anada, el Dinamo guanyava per 3:2 a Múnic, però el Bayern donaria volta al marcador per guanyar 4:3. Dresden tenia una bona posició de cara al partit de tornada, no obstant això, el Bayern ja estava davant del marcador 2:0 després de dotze minuts amb dos gols d'Uli Hoeneß. Poc després del descans, Dresden aconseguiria l'empat als 52' i quatre minuts després s'anirien a dalt 3:2. Gerd Müller marcaria l'empat als 58'. El Bayern no tindria problemes a arribar a la final després de deixar en el camí al CSKA Sofia en cambres, i al Újpest Dózsa en semifinals. La final en Brussel·les seria contra l'atlètic de Madrid. El partit s'aniria a pròrroga després d'empatar a zero, on Luis Aragonés li donaria l'1:0 al Madrid després d'un tir lliure. L'àrbitre tenia el xiulet en la boca, quan Georg Schwarzenbeck marcaria l'agònic empat després d'una llarga passada al buit de Beckenbauer. El partit quedaria 1:1 pel que hauria de jugar-se el partit de desempat. En dita partida el Bayern guanyaria còmodament després de vèncer 4:0 amb doblets d'Uli Hoeneß i Gerd Müller, i aconseguirien per primera vegada la Copa de Campions d'Europa. Aquest assoliment va significar l'avanç del Bayern com el millor equip d'Europa, després de guanyar la Copa de Campions de Copa el 1967, i aconseguir les semifinals de la Copa de Campions d'Europa el 1968 i 1972.

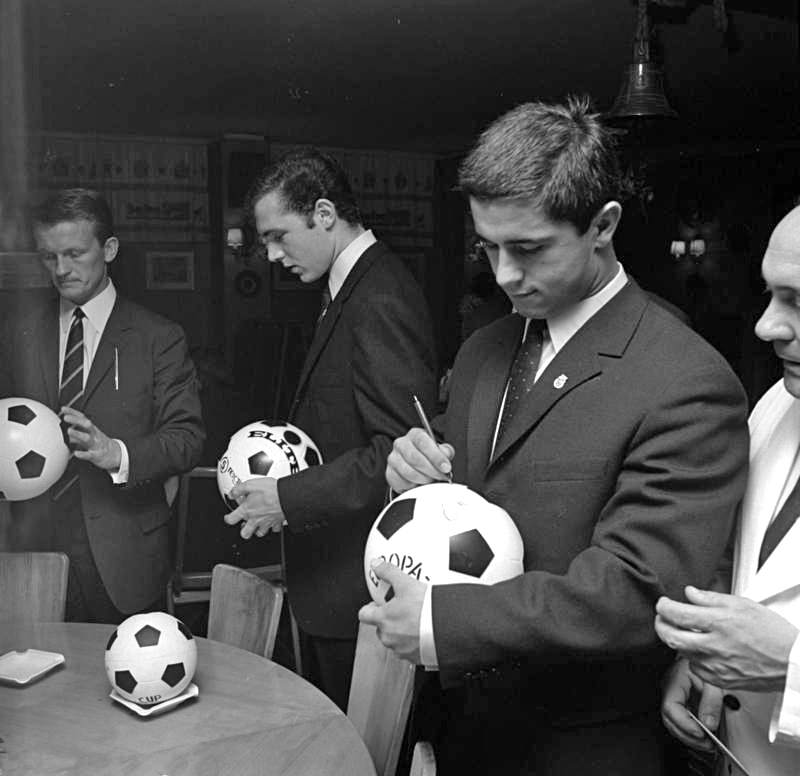
Werner Olk, Franz Beckenbauer i Gerd Müller van ajudar el Bayern de Múnic a guanyar la Copa d'Europa tres vegades consecutives el 1974, 1975 i 1976 i molts altres trofeus.

El 1974 Paul Breitner deixaria el club per anar-se al Reial Madrid, però arribarien dos nous jugadors, Klaus Wunder del MSV Duisburg, i un davanter de tan sols 18 anys, Karl-Heinz Rummenigge. Anys més tard Rummenigge i Breitner farien que el Bayern anés conegut com el «FC Breitnigge». Aquest any el Bayern cauria en la tercera ronda de la Copa d'Alemanya davant el Duisburg, i en la lliga solament aconseguirien el desè lloc. Després d'això va haver-hi una reunió entre Lattek i el president Neudecker. Lattek va descriure la conversa com: Sr. Neudecker, hem de canviar alguna cosa, al que Neudecker va respondre: Tens raó. Estàs acomiadat. El nou entrenador seria Dettmar Cramer. Amb Cramer no aconseguirien salvar la temporada en la Bundesliga, però aconseguirien defensar el títol com a campions d'Europa. Bayern venceria en les rondes finals al Magdeburg amb global 5:3, Ararat Erevan amb global 2:1, AS Saint-Étienne amb global 2:0, i al Leeds United. Aquests últims caurien en la final 2:0 amb gols de Roth i Müller al 71' i 81' respectivament.
La Supercopa d'Europa la disputarien davant el Magdeburg, qui venia de vèncer en la final de la Recopa d'Europa a l'AC Milan, però el Bayern i el Magdeburg no van poder posar-se d'acord en la data del partit, i va acabar per no jugar-se.

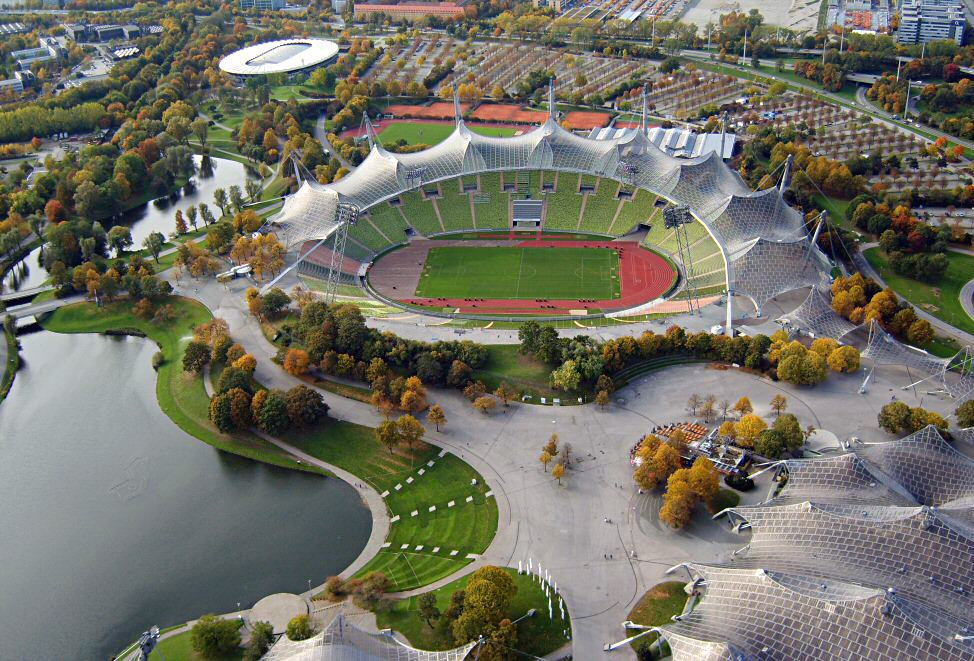
L'estadi Olímpic de Múnic, seu del Bayern de Múnic des de 1972 fins a 2005.

La temporada de 1975-76 no va ser bona durant el comandament de Cramer, a causa que abans de l'aturada hivernal ocuparia la desena posició en lliga. També perdrien tots dos partits davant el Dinamo de Kíev en la Supercopa d'Europa. Després de les vacances d'hivern el Bayern va aconseguir millorar la seva posició i es va situar tercer en la lliga. En la Copa d'Alemanya van arribar a semifinals on van caure davant el Hamburg. Una altra cara mostrava el Bayern en la Copa de Campions d'Europa 1975-76. En els dieciseisavos de final vencerien amb marcador global 1:8 al Jeunesse Esch. Posteriorment vencerien al Malmö i al Benfica, per disputar la semifinal davant el Reial Madrid. El partit de tornada en el estadi Olímpic de Múnic estava ple, i Paul Breitner jugaria amb la samarreta del Reial Madrid. Després de l'1:1 en l'anada, Gerd Müller sentenciaria al Madrid amb un doblet per guanyar 2:0, per la qual cosa el club jugaria la seva tercera final de manera consecutiva. En Glasgow, Franz Roth li faria honor al seu sobrenom, «Mr. Copa d'Europa», i marcaria al 57' l'únic gol del partit davant l'Saint-Étienne per guanyar per tercera vegada la Copa de Campions d'Europa.
El trofeu final que va guanyar el Bayern, va ser la Copa Intercontinental, en la qual va derrotar el Cruzeiro de Brasil durant el segona mig temps, mentre que va perdre novament la Supercopa d'Europa, aquesta vegada davant el RSC Anderlecht. La resta de la dècada va obtenir resultats molt variables i no va aportar títols per al Bayern. En 1977 Franz Beckenbauer va marxar a jugar al New York Cosmos i el 1979 Sepp Maier i Uli Hoeneß es van retirar, mentre que Gerd Müller va ser fitxat pel Fort Lauderdale Strikers. L'equip va notar les seves absències durant tres anys en els quals no va aconseguir cap títol. Aquests van tornar de la mà, o millor dit dels peus, dels d'un jove Karl-Heinz Rummenigge.
El 1979 va assumir Uli Hoeneß el càrrec d'entrenador a l'edat de 27 anys i va rellevar així al conseller de Beckenbauer, Robert Schwan. Pál Csernai va substituir l'entrenador Gyula Lorant, mentre que el president Neudecker se'n va anar perquè l'equip havia rebutjat a l'antic «lleó» Max Merkel com a entrenador. El nou president va ser Willi O. Hoffmann.

### 1980-1989: Agitació i canvi
La dècada dels anys 1980 va ser un període de confusió per al Bayern, amb molts canvis de personal i l'adveniment dels problemes financers. En el camp, Paul Breitner i la jove promesa Karl-Heinz Rummenigge, van fer que el club anés anomenat com el «FC Breitnigge», ja que tots dos van conduir a l'equip cap als títols de la Bundesliga el 1980 i 1981. El 1982 es va jugar la final de copa davant el Nuremberg. Després d'anar perdent 0:2, el Bayern va remuntar i va acabar guanyant per 4:2. Dieter Hoeneß, amb el cap ensangonat, i cobrint-se la ferida amb un embenatge va marcar un gol. Aquest any en canvi es va perdre la final de la Copa d'Europa contra l'Aston Villa per 0:1. D'altra banda, entre 1966 i 1981 el Bayern va col·locar a diversos dels seus jugadors en el guardó del futbolista de l'any a Alemanya fins a un total d'onze vegades: Beckenbauer (4), Maier (3), Müller (2), Rummenigge i Breitner (1 cadascun).
El Bayern va conquistar la copa nacional el 1984, i després va aconseguir guanyar cinc campionats en sis temporades, incloent un doblet el 1986. No obstant això, l'èxit no va arribar durant aquesta dècada; el Bayern va quedar en segon lloc en la Copa d'Europa el 1982 i 1987. Jupp Heynckes va ser contractat com a director tècnic el 1987, però després de guanyar dos campionats consecutius el 1988-89 i 1989-90, el Bayern es va enfonsar.

### 1990-1999: Carrusel de títols

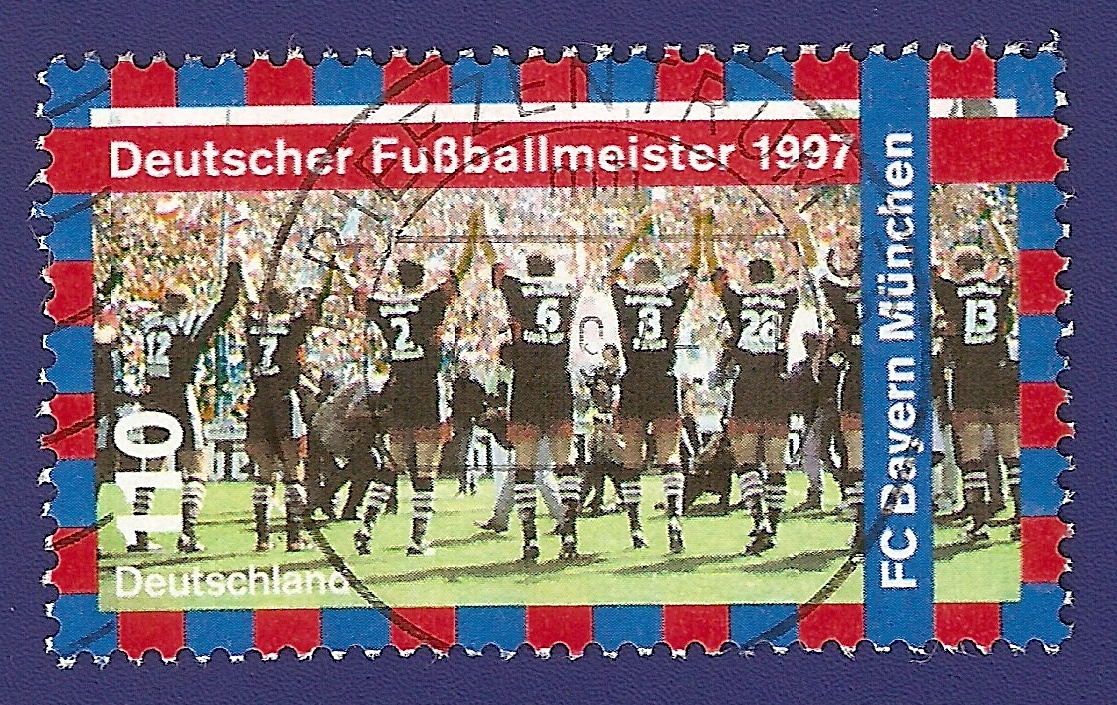
Estampeta del Deutsche Post commemorant el títol de lliga aconseguit pel Bayern en la temporada 1996-97.

Després d'un segon lloc el 1990–91, el club solament va obtenir cinc punts més que els clubs descendits el 1991-92. La temporada de 1992-93, el Bayern de Múnic va perdre en la Copa de la UEFA en la segona ronda contra l'equip de la Premier League Norwich City, l'únic club anglès que li ha derrotat en el seu antic estadi, el estadi Olímpic de Múnic. L'èxit va tornar quan Franz Beckenbauer va assumir el control en la segona meitat de la temporada de 1993-94, guanyant la Bundesliga una altra vegada, després d'una bretxa de quatre anys. Beckenbauer va ser nominat per a president del club.
Els seus successors com a directors tècnics, Giovanni Trapattoni i Otto Rehhagel, van acabar sense trofeus després de la temporada, no complint-se les altes expectatives del club. Durant aquest temps els jugadors del Bayern apareixien sovint a les pàgines de la premsa rosa en comptes de les pàgines esportives, donant per resultat que ho sobrenomenessin el «FC Hollywood». Franz Beckenbauer va tornar breument al final de la temporada de 1995-96 com a tècnic assistent i va conduir a l'equip cap a la victòria en la Copa de la UEFA 1995-96, vencent al Girondins de Bordeus en la final. La temporada 1996-97 Giovanni Trapattoni va tornar com a director tècnic tornant a conquistar el campionat, però en la següent temporada el Bayern no va aconseguir el títol (el campió va ser el Kaiserlautern), i Trapattoni va haver d'acomiadar-se.
Des de 1998 fins a 2004 el Bayern va ser dirigit per Ottmar Hitzfeld. En la primera temporada de Hitzfeld, el Bayern va conquistar la Bundesliga i va estar a prop de conquistar la Lliga de Campions, però van perdre 1:2 contra el Manchester United FC en el temps extra després d'estar guanyant en la major part del partit.

### 2000-2009: Redempció

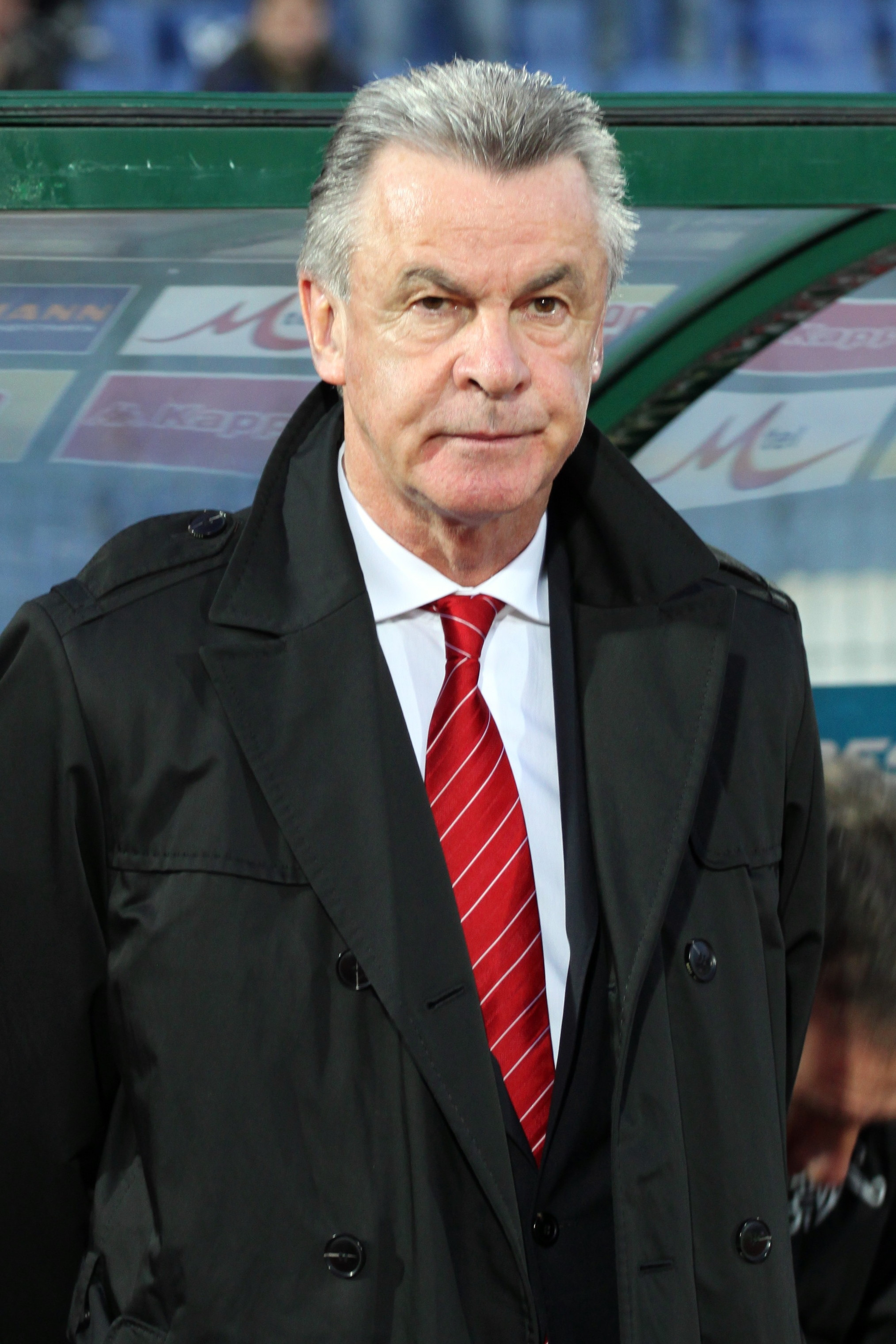
Ottmar Hitzfeld guiaria al Bayern a una ratxa de títols tant nacionals com a internacionals.

La temporada de 1999–2000 el Bayern va guanyar el seu tercer doblet. El tercer títol consecutiu de la Bundesliga ho va aconseguir en 2001, en l'última jornada del campionat. Poc més tard, el Bayern va conquistar la Lliga de Campions de la UEFA per quarta vegada després d'una bretxa de 25 anys, derrotant el València CF en la final en la torn de penals. La temporada de 2001–02 va començar amb una victòria en la Copa Intercontinental davant Boca Juniors d'Argentina, però va acabar sense trofeu algun. Una temporada més tard el Bayern va conquistar el seu quart doblet, dirigint la lliga per un marge estret. El regnat de Hitzfeld va acabar en 2004, a causa d'això el Bayern va perdre acompliment, incloent una derrota en la Copa d'Alemanya contra l'Alemannia Aachen, equip de la 2. Bundesliga.
Felix Magath va assumir el control i va conduir al Bayern cap a dos doblets consecutius. Abans de començar la temporada de 2005-06, el Bayern es va mudar del estadi Olímpic de Múnic al nou Allianz Arena, la qual para llavors va compartir amb el club 1860 Múnic. En el camp la seva actuació en 2006-07 no va ser l'esperada. Després d'un fluix campionat de lliga i una nova derrota contra el Alemannia Aachen, l'entrenador Magath va ser acomiadat poc després de la pausa d'hivern.
L'entrenador anterior, Ottmar Hitzfeld, va tornar a Múnic el gener de 2007, però el Bayern va acabar cambra en la temporada de 2006–07, així que no va poder classificar-se per a la Lliga de Campions per primera vegada en més d'una dècada. Les derrotes addicionals en la Copa d'Alemanya i en la Copa de la Lliga van deixar al club sense trofeus. Per a la temporada de 2007–08, el Bayern de Múnic va fer canvis dràstics de l'esquadra per ajudar a reforjar i reconstruir a l'equip. Van fitxar un total de vuit jugadors nous i van vendre, van alliberar o van prestar a nou dels seus jugadors. Van portar a Hamit Altintop del Schalke 04, Lucca Toni de l'ACF Fiorentina, Miroslav Klose del Werder Bremen i Franck Ribéry de l'Olympique de Marsella, el rècord de fitxatges. Els suplements nous van ser cancel·lats, quan «els bavaresos» van procedir a guanyar la Copa d'Alemanya i la Bundesliga el 2008, estant en les posicions davanteres en cada setmana.
L'11 de gener de 2008, Jürgen Klinsmann va ser nomenat successor d'Ottmar Hitzfeld, prenent el càrrec l'1 de juliol després d'haver signat un contracte de dos anys. Durant la primera meitat de la temporada 2008–09 de la Bundesliga, el Bayern va tenir un principi tambaleante, guanyant simplement dos partits fins al sisè partit, però després va començar a estar a l'altura de les circumstàncies. El Bayer Leverkusen va eliminar el Bayern en els vuitens de final de la Copa d'Alemanya. En la Lliga de Campions de la UEFA 2008-09 el Bayern va arribar als quarts de final. Van ser eliminats pel fet i fet campió, el FC Barcelona, després de guanyar en el Grup F i derrotar a Sporting de Lisboa en la primera ronda de l'eliminatòria, aconseguint un resultat global rècord en la Lliga de Campions de 12:1. El 27 d'abril, l'endemà passat d'una derrota a casa contra el FC Schalke 04 que va fer caure al Bayern al tercer lloc en la taula, Jürgen Klinsmann va ser acomiadat. Això va ser precedit per diversos resultats decebedors com una derrota per un global de 5:1 contra el «Barça» en la Lliga de Campions, i una altra derrota de 5:1 contra el campió nacional VfL Wolfsburg. L'anterior entrenador Jupp Heynckes va tornar a ser nomenat de forma interina fins a la fi de la temporada. El Bayern finalment va acabar en segon lloc, i així es va classificar directament per la Lliga de Campions 2009-10.

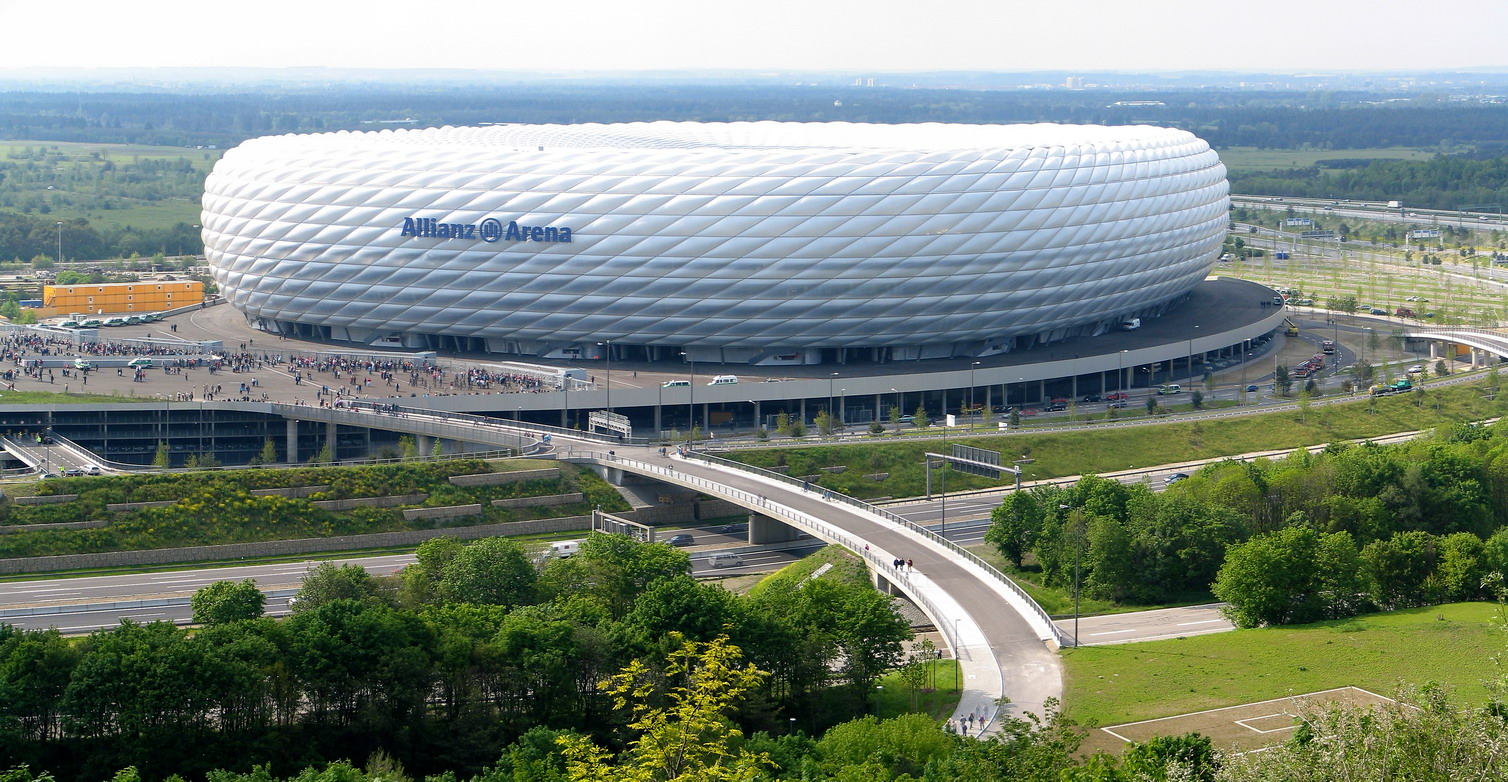
"Inaugurat el 2005, l'Allianz Arena és un dels estadis més moderns del món."

El Bayern va fitxar després al director tècnic Louis Van Gaal, de l'AZ Alkmaar, per a la temporada 2009-10. Mentre l'equip era objecte de controvèrsies a causa d'un començament complicat, a poc a poc Van Gaal va aconseguir reconduir la situació i portar el Bayern als vuitens de final de la Lliga de Campions, on van tenir l'ACF Fiorentina com a adversari. El 9 de març, van perdre contra Fiorentina per 3:2, però van avançar cap als quarts de final per la regla del gol de visitant. En el xoc de quarts de final contra el Manchester United FC, el Bayern va aconseguir un resultat similar a les seves trobades contra Fiorentina, empatant 4:4 i progressant per a les semifinals de la Lliga de Campions per la mateixa regla del gol de visitant. El 27 d'abril de 2010, el Bayern va vèncer a l'Olympique de Lió per 3:0 després d'anar guanyant 1:0 en el primer temps. Aquest resultat va enviar a l'equip de Múnic a la final de la Lliga de Campions una dècada després. El 8 de maig, el Bayern va conquistar la 1. Bundesliga 2009-10 després d'una victòria de 3:1 sobre el Hertha Berlín. L'equip bavarès també va conquistar la Copa d'Alemanya el 15 de maig, aconseguint així el doblet. No obstant això, el Bayern va perdre 2:0 en la final de la Lliga de Campions de la UEFA contra el Inter de Milà de José Mourinho el 22 de maig en Madrid, quedant-se a un pas del triplet (que curiosament sí va completar el seu rival aquell dia).

### 2010-present: El triplet històric
La temporada de 2010–11 van ser eliminats en la ronda de vuitens en la Lliga de Campions de la UEFA 2010-11 pel Inter de Milà, per la citada regla de gols fora de casa. Louis van Gaal seria cessat el 9 d'abril de 2011 en quedar eliminat en semifinals de la Copa i ocupar el tercer lloc en la Bundesliga 2010-11.

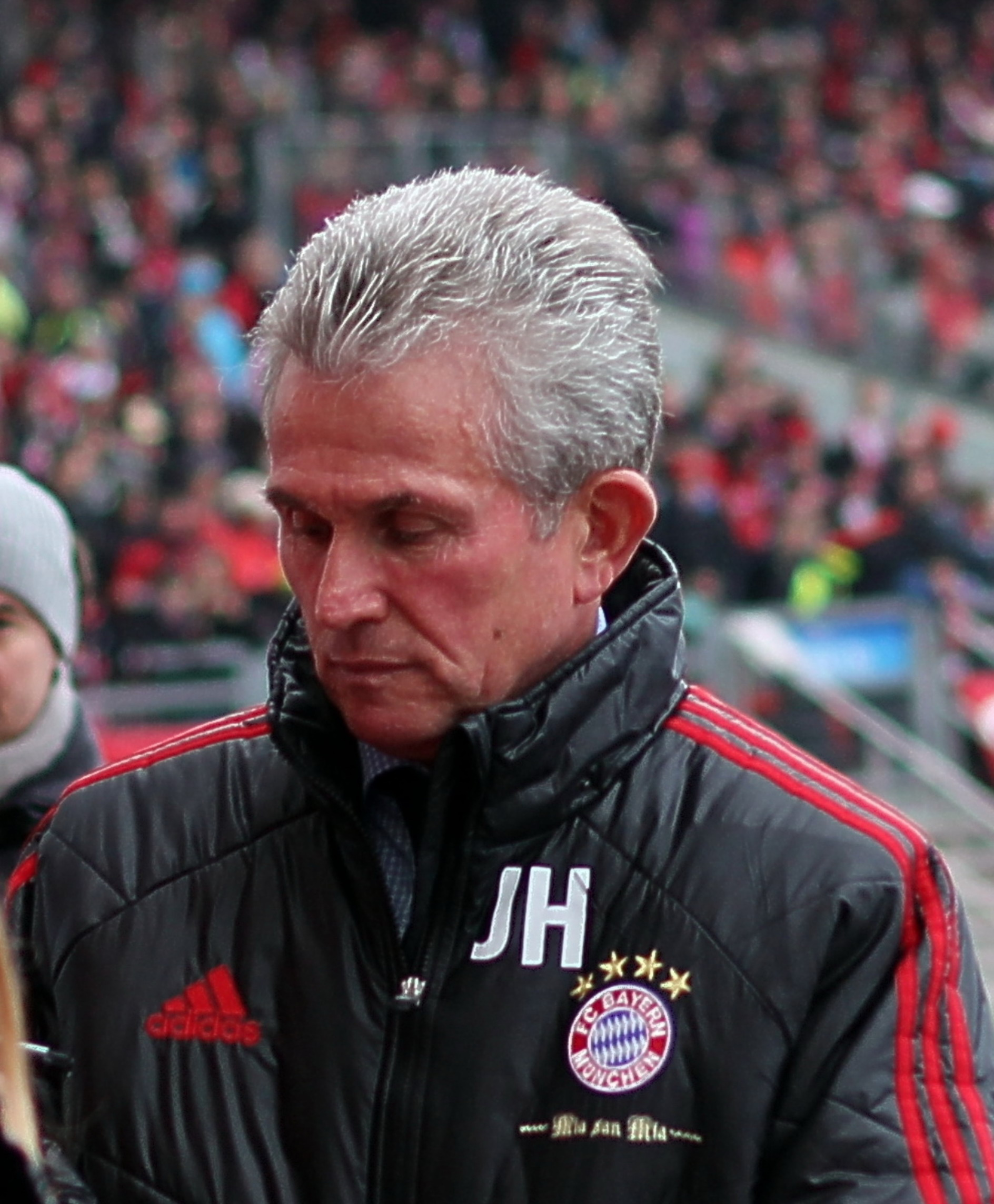
En la seva tercera etapa amb el club, Jupp Heynckes va portar al Bayern a aconseguir el primer triplet en la història per a un equip alemany.

El veterà tècnic Jupp Heynckes, que va portar al Bayer Leverkusen al subcampionat en la 1. Bundesliga 2010-11, seria el nou entrenador del Bayern per a la temporada 2011-12, la qual seria la seva tercera etapa al capdavant del club bavarès. L'equip millora en la Bundesliga 2011-12 però solament li dona per ser subcampió després del Borussia Dortmund. No obstant això, pocs dies després elimina al Reial Madrid en una agònica torn de penals (el resultat després de tots dos trobades va ser de 2:1 favorable al conjunt que actuava com a local) en la qual Philipp Lahm i Toni Kroos van fallar per l'equip alemany, mentre que Cristiano Ronaldo, Kaká i Sergio Ramos van errar per part del club espanyol. El penal decisiu va ser marcat per Bastian Schweinsteiger. D'aquesta manera, el conjunt muniqués es classificava per jugar la final de la Lliga de Campions 2011-12 que es diputaba en l'allianz Arena davant el Chelsea FC. Finalment el Bayern va acabar novament la temporada sense títols, en perdre les finals de Copa (5:2 davant el Borussia Dortmund) i Lliga de Campions (per penals).

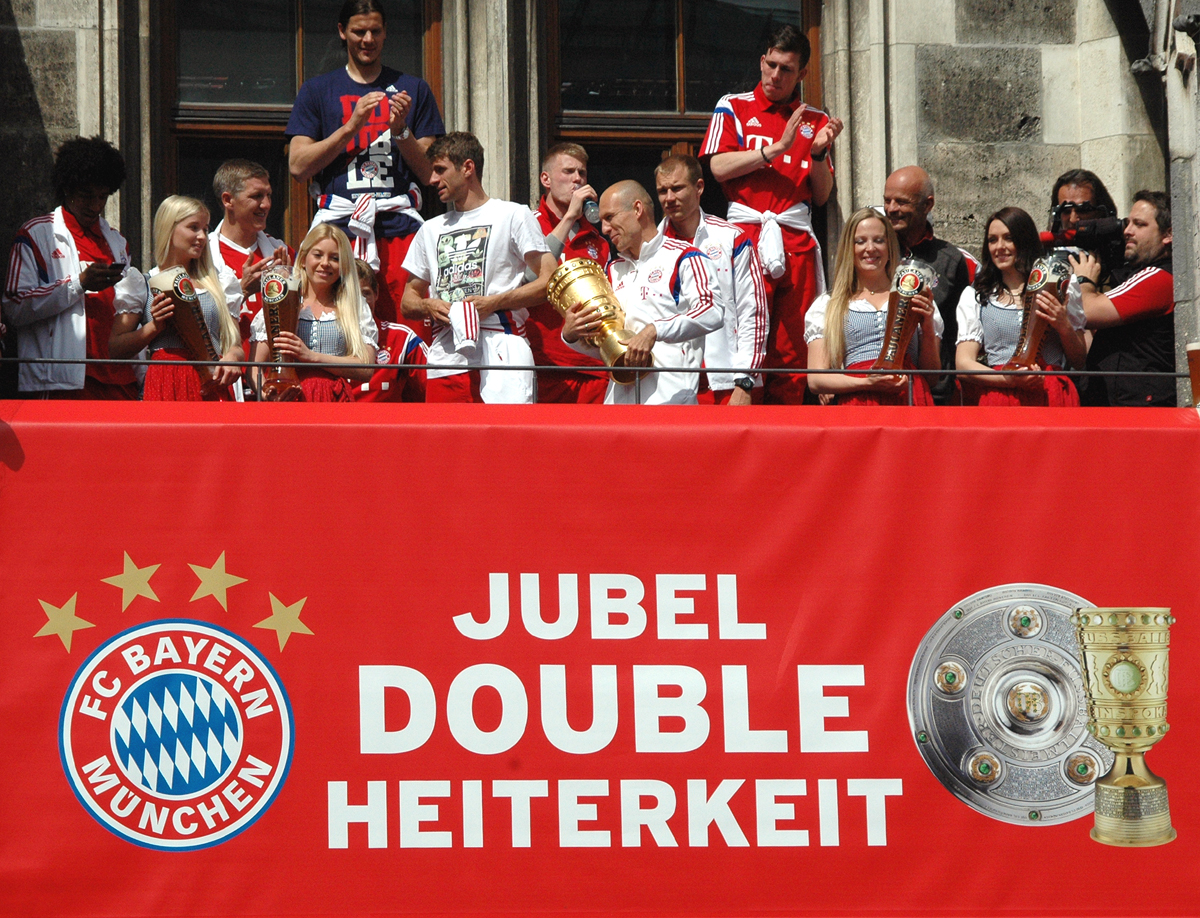
Vista del quintuplet aconseguit pel Bayern de Múnic entre 2012 i 2013.

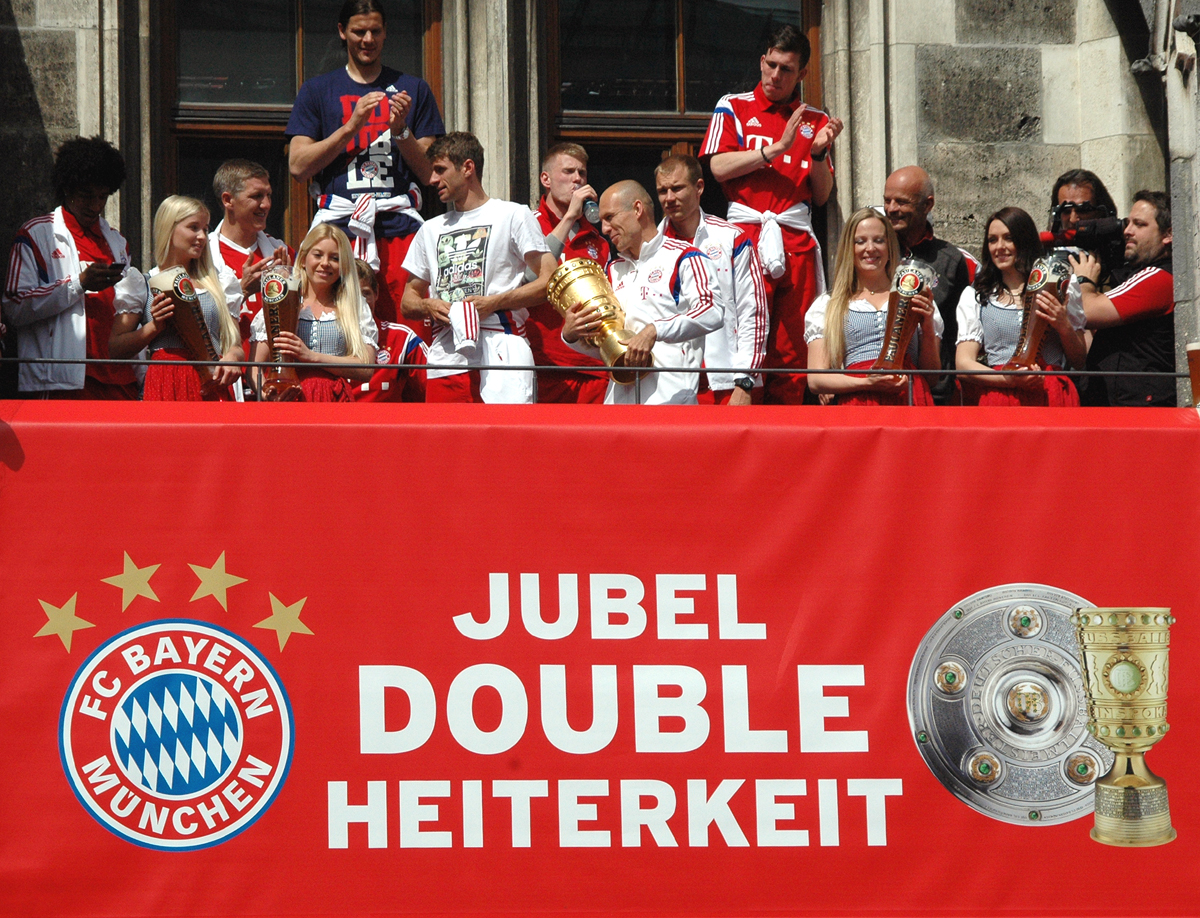
Celebració per part dels jugadors del Bayern després del doblet aconseguit en la temporada 2013-14.

La temporada 2012-13 començava amb bon peu, en vèncer per 2:1 al Borussia Dortmund, en la Supercopa d'Alemanya. Amb això es frenava una ratxa de dos anys sense títols.
El 16 de gener de 2013, es va fer oficial el fitxatge de Pep Guardiola per a la temporada 2013-14 com a nou entrenador del Bayern de Múnic fins a 2016. El 6 d'abril, el Bayern es va proclamar campió de lliga per 23.ª vegada en la seva història, mancant sis jornades per al final, després d'una victòria per 0:1 davant el Eintracht Frankfurt. En la semifinal de Lliga de Campions va eliminar el FC Barcelona amb un global de 7:0 per als alemanys. El 25 de maig, el Bayern es va proclamar campió de la Lliga de Campions de la UEFA després de guanyar 2:1 al Borussia Dortmund en el estadi de Wembley. Finalment, l'1 de juny, el Bayern guanya 3-2 al Stuttgart, proclamant-se campió de la Copa d'Alemanya 2012-13 i completant així el primer triplet en la història per a un club de futbol alemany.
La temporada 2013-14 comença amb un relleu en la banqueta: Pep Guardiola succeeix a Jupp Heynckes amb el repte de mantenir l'elevat llistó que li deixa aquest. El debut del nou tècnic va tenir lloc el 27 de juliol en la Supercopa d'Alemanya 2013 davant el Borussia Dortmund, perdent per 2:4. En canvi, el 30 d'agost, el Bayern va guanyar la seva primera Supercopa d'Europa, derrotant el Chelsea FC en el torn de penals, després d'un 2:2 al final de la pròrroga. L'equip alemany va tancar un any inoblidable amb la conquesta del Copa Mundial de Clubs de la FIFA 2013 el 21 de desembre, a més d'ostentar un sòlid liderat en la 1. Bundesliga 2013-14. Finalment, el Bayern guanya aquest torneig el 25 de març de 2014, amb set jornades d'antelació, després de vèncer al Hertha Berlín amb una marcador de 3:1. Ja com a campió, el Bayern perd per 1:0 davant el FC Augsburg i posa fi a una ratxa de 53 partits sense perdre i 65 consecutius marcant. Encara que l'equip va sofrir una contundent eliminació en semifinals de la Lliga de Campions de la UEFA 2013-14 contra el Reial Madrid amb un global de 0:5, va acabar la temporada amb un doblet en guanyar la Copa d'Alemanya 2013-14. Era la segona vegada, després de fer-ho en 2006, que el Bayern encadenava dos doblets consecutius.
La temporada 2014-15, el Bayern va tornar a proclamar-se campió en la 1. Bundesliga 2014-15, obtenint així el seu 25º títol de lliga i el tercer consecutiu. En canvi, va tornar a ser eliminat en semifinals de la Lliga de Campions de la UEFA 2014-15, aquesta vegada davant el FC Barcelona amb un global de 3:5 i tampoc va poder superar l'última eliminatòria davant el Borussia Dortmund en la Copa d'Alemanya 2014-15.

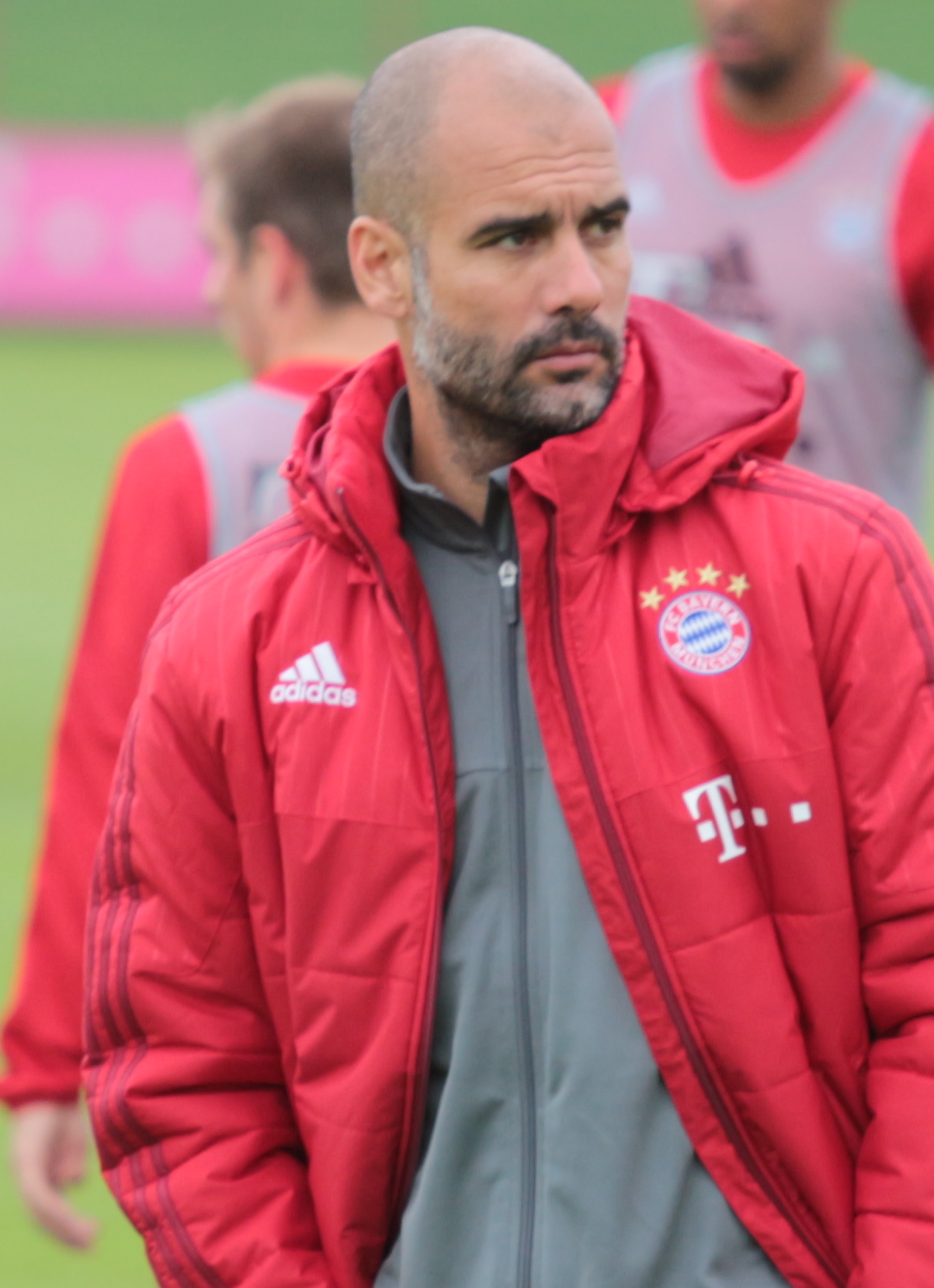
En la seva estada al club, Pep Guardiola esdevindria l'entrenador estranger que hi va guanyar més títols amb set.

La temporada 2015-16 va començar amb derrota en la Supercopa d'Alemanya 2015 davant el Wolfsburg en tanda de penals. En el seu primer partit de lliga, van derrotar l'Hamburg amb marcador de 5:0. Posteriorment en la segona jornada, el 22 d'agost, el club va atorgar el gol més ràpid en la història de la lliga, en encaixar un gol als nueves segons davant el Hoffenheim. No obstant això prop de finalitzar el partit van aconseguir vèncer-los amb marcador de 2:1. El 22 de setembre, Robert Lewandowski va ser autor dels cinc gols amb els quals el Bayern va derrotar el Wolfsburg en un partit vàlid per la lliga. Després del descans, moment en el qual el seu equip queia per 1:0, el futbolista va ingressar al camp de joc als 51' per a instants després marcar els cinc punts en un curt lapse de nou minuts, la qual cosa constitueix un rècord. Posteriorment l'equip va aconseguir deu victòries en els primers deu partits de lliga per registrar un altre rècord. Després de la primera ronda, l'equip va deixar marca de 15 victòries i 46 punts, sent aquesta la cinquena vegada que el Bayern liderava la primera volta de forma consecutiva, aconseguint a més 8 punts sobre els seus més propers perseguidors el Borussia Dortmund. A la fi d'any el club anuncia que Pep Guardiola no renovaria el seu contracte el qual expirava al final de temporada, per la qual cosa el club es va fer dels serveis del tècnic italiano Carlo Ancelotti. En les semifinals Lliga de Campions de la UEFA 2015-16, el club va caure derrotat —per tercera vegada consecutiva en aquesta instància i novament davant un equip espanyol— en saldar una derrota 0:1 i una victòria 2:1 davant l'atlètic de Madrid, aconseguint aquests últims la passada a la final pel gol de visitant. En la lliga, el club va aconseguir el títol en la penúltima jornada, aconseguint així ser l'únic club en la història de la Bundesliga a aconseguir el campionat alemany quatre vegades consecutives. Guardiola culmina amb la conquesta de la Copa d'Alemanya 2015-16, vencent en el torn de penals al Borussia Dortmund, aconseguint així un altre doblet.
L'11 de juliol és presentat en roda de premsa el nou entrenador Carlo Ancelotti, aconseguint el seu primer títol el 14 d'agost després de vèncer 0:2 en una nova edició de «Der Klassiker» al Borussia Dortmund en la Supercopa d'Alemanya 2016. A Europa, el Bayern no podria passar dels quarts de final de la Lliga de Campions de la UEFA 2016-17 en ser eliminat pel Reial Madrid en una nova edició de «el clàssic europeu», tallant així la fita d'haver estat en cinc semifinals consecutives d'aquest torneig. En la Copa d'Alemanya 2016-17 van caure en semifinals davant el seu rival, el Borussia Dortmund. El Bayern acabaria la campanya, faltant tres partits de lliga, aconseguint el seu cinquè títol consecutiu de Bundesliga després de vèncer 0:6 al Wolfsburgo. Al final de la temporada, el capità Philipp Lahm, Xabi Alonso i Tom Starke posaven fi a les seves carreres com a jugadors. A més d'ells, Hermann Gerland (segon entrenador) també s'acomiadava davant uns 75 000 espectadors.
El 31 de juliol, Hasan Salihamidžić va ser presentat com a nou director esportiu. El excentrocampista, que va jugar per al club des de 1998 a 2007, va assumir el lloc que hi havia estat vacant durant més d'un any des de la dimissió de Matthias Sammer. El 5 d'agost, el Bayern guanyaria la Supercopa d'Alemanya 2017 per sisena vegada en un torn de penals contra el Borussia Dortmund. El 28 de setembre, el tècnic Carlo Ancelotti va ser acomiadat després d'una derrota per 3:0 en la fase de grups de la Lliga de Campions de la UEFA 2017-18 davant el París Saint-Germain, així com una temporada totalment insatisfactòria quant al rendiment esperat. Un dia després, Willy Sagnol, qui per al moment s'exercia com a segon entrenador, va assumir les regnes del club de forma interina. El 6 d'octubre la directiva del club va confirmar el retorn de Jupp Heynckes fins al final de temporada iniciant així la seva Quarta Etapa en les banquetes bavareses. El retorn de Heynckes també porta de tornada al club a Hermann Gerland i a Peter Hermann. Hermann era fins avui el segon tècnic del Fortuna Düsseldorf, per la seva banda, Gerland era responsable de l'àrea esportiva del FC Bayern Campus. Amb Heynckes novament al comandament, el club va aconseguir reposar-se i ràpidament va escalar fins al cim de la lliga, en la qual es van proclamar campions per sisena vegada consecutiva en la jornada 29. A Europa el club va arribar fins a semifinals després de caure davant el Reial Madrid, mentre que en la Copa d'Alemanya, el club va caure 1:3 davant el Eintracht Frankfurt, aquests dirigits pel croat Niko Kovač, qui havia estat anunciat com a successor de Heynckes per a la temporada 2018-19.

## Símbols

### Escut
L'escut del Bayern s'ha modificat diverses vegades al llarg de la seva fundació. En els seus inicis l'escut constava d'una bandera d'asta daurada que barrejava, amb un disseny de línies que s'entrellaçaven, les inicials del club (FCB). Aquest disseny solament va durar un any, ja que va ser substituït per un escut de fons blanc i lletres grises. No obstant això el disseny va seguir canviant estèticament durant anys en afegir-se lletres, això a causa de les fusions que va tenir el club. Des de 1906 fins a 1919, es detonava "Bayern FA", on "FA" era l'abreviatura per Fußball-Abteilung (departament de futbol); en aquells dies el Bayern s'havia integrat amb el TSV Jahn Múnic i es va constituir com el seu departament de futbol.
El 1938 el club va atreure l'atenció d'Adolf Hitler, ja que en aquell moment el Bayern era el club més prestigiós de Baviera. Va ser llavors quan el club per la seva popularitat va adoptar (per força) un nou emblema, el qual consistia en una base circular vermella amb lletres daurades i al centre una àliga amb l'esvàstica nazi, això com a mitjà de propaganda de l'dictadura nazi. A diferència del que es pugui pensar, el club mai va tenir vincles amb el règim. Tot això va concloure amb la finalitat de la Segona Guerra Mundial el 1945.
La versió moderna de l'escut ha evolucionat en diverses etapes a partir de la versió de 1954. El club va realitzar una sèrie de canvis menors en la seva insígnia per a la temporada 2017-18. Aquestes modificacions són les primeres que se li fan a l'escut des de 2002. Les característiques principals del mateix són:
- Llegenda. En forma d'arc apareix plasmat el nom del club FC Bayern München.
- Rombes. En la part central de l'escut, s'aprecien els rombes blaus i blancs representatius de la bandera de Baviera.
- Bord. L'escut es troba vorejat per anells de color blau i blanc.

Addicionalment, en l'uniforme, l'escut està acompanyat per quatre estels brodats situades en la part superior. Aquests estels representen els vint títols de Bundesliga guanyades pel club. En Alemanya el repartiment d'estels se sol donar de la següent forma: un estel per cada tres lligues, dos estels per cada cinc lligues, tres estels per cada deu lligues, i quatre estels per cada vint lligues. El Bayern per haver guanyat vint-i-set títols de Bundesliga, té el dret a lluir els quatre estels.

### Himne
Stern des Südens (en català: Estrella del sud) és una cançó composta pel compositor alemany Willy Astor. És l'himne de l'equip bavarès, i és cantada al principi dels seus partits en l'estadi Allianz Arena de Múnic. Aquesta ha estat traduïda en més de 12 idiomes.

### Lema
L'eslògan més conegut de l'entitat és Mia sant mia, que en el dialecte bavarès significa nosaltres som nosaltres.
El lema va ser entonat per primera vegada en la dècada de 1980 quan els jugadors van celebrar la consecució del títol de lliga a la balconada de l'Ajuntament de Múnic. Aquests al seu torn van entonar:
| « | Mia sant mia, mia sant stärker ois die Stier, mir sant stärker ois die Bam, weil mia echte Bayern sant! | Som el que som, som més fortes que els toros, som més forts que els arbres, perquè som els veritables bavaresos. | » |

A més, setze són els punts que resumeixen la filosofia del club, els quals estan plasmats des de les parets del passadís que porta al vestuari de la ciutat esportiva fins al menjador del primer equip:
| « | Mia sant ein Verein, Mia sant Botschafter, Mia sant Vorbilder, Mia sant Tradition, Mia sant Innovation, Mia sant Selbstvertrauen, Mia sant grenzenlos, Mia sant Fußball, Mia sant Respekt, Mia sant Freude, Mia sant Treue, Mia sant Partner, Mia sant Heimat, Mia sant Motor, Mia sant Verantwortung, Mia sant Familie. Mia sant mia - mia sant der FC Bayern! | Som un club, som ambaixadors, som un exemple, som tradició, som innovació, som confiança en nosaltres mateixos, som un club sense fronteres, som futbol, som respecte, som alegria, som fidelitat, som companys, som pàtria, som un motor, som responsabilitat, som família Som el que som! Som el FC Bayern! | » |

## Palmarès
- 34 Lligues alemanyes: 1931-32, 1968-69, 1971-72, 1972-73, 1973-74, 1979-80, 1980-81, 1984-85, 1985-86, 1986-87, 1988-89, 1989-90, 1993-94, 1996-97, 1998-99, 1999-00, 2000-01, 2002-03, 2004-05, 2005-06, 2007-08, 2009-10, 2012-13, 2013-14, 2014-15, 2015-16, 2016-17, 2017-18, 2018-19, 2019-20, 2020-21, 2021-22, 2022-23, 2024-25
- 20 Copes d'Alemanya: 1956-57, 1965-66, 1966-67, 1968-69, 1970-71, 1981-82, 1983-84, 1985-86, 1997-98, 1999-00, 2002-03, 2004-05, 2005-06, 2007-08, 2009-10, 2012-13, 2013-14, 2015-16, 2018-19, 2019-20
- 6 Copes de la Lliga alemanya: 1997, 1998, 1999, 2000, 2004, 2007
- 10 Supercopes d'Alemanya: 1982 (No oficial), 1987, 1990, 2010, 2012, 2016, 2017, 2018, 2020, 2021, 2022
- 2 Copes Intercontinentals
  - 1976, 2001
- 6 Copes d'Europa
  - 1973-74, 1974-75, 1975-76, 2000-01, 2012-13, 2019-20
- 1 Recopa d'Europa
  - 1966-67
- 1 Copa de la UEFA
  - 1995-96
- 2 Supercopes d'Europa
  - 2013, 2020
- 2 Campionats del Món de Clubs
  - 2013,[90] 2020

### Trajectòria a les competicions internacionals
| Copa Intercontinental / Mundial de Clubs       | Copa Intercontinental / Mundial de Clubs | Copa Intercontinental / Mundial de Clubs | Copa Intercontinental / Mundial de Clubs | Copa Intercontinental / Mundial de Clubs | Copa Intercontinental / Mundial de Clubs | Copa Intercontinental / Mundial de Clubs | Copa Intercontinental / Mundial de Clubs | Copa Intercontinental / Mundial de Clubs | Copa Intercontinental / Mundial de Clubs | Copa Intercontinental / Mundial de Clubs | Copa Intercontinental / Mundial de Clubs |
| Edició                                         |                                          |                                          |                                          |                                          |                                          |                                          |                                          |                                          | Semifinals                               | Final / 3r lloc                          |                                          |
| ---------------------------------------------- | ---------------------------------------- | ---------------------------------------- | ---------------------------------------- | ---------------------------------------- | ---------------------------------------- | ---------------------------------------- | ---------------------------------------- | ---------------------------------------- | ---------------------------------------- | ---------------------------------------- | ---------------------------------------- |
| 1975/76                                        |                                          |                                          |                                          |                                          |                                          |                                          |                                          |                                          |                                          | Cruzeiro                                 |                                          |
| 2000/01                                        |                                          |                                          |                                          |                                          |                                          |                                          |                                          |                                          |                                          | Boca Juniors                             |                                          |
| 2012/13                                        |                                          |                                          |                                          |                                          |                                          |                                          |                                          |                                          | Guangzhou Evergrande                     | Raja Casablanca                          |                                          |
| 2019/20                                        |                                          |                                          |                                          |                                          |                                          |                                          |                                          |                                          | Al-Ahly                                  | Tigres UANL                              |                                          |
| Supercopa d'Europa                             |                                          |                                          |                                          |                                          |                                          |                                          |                                          |                                          |                                          |                                          |                                          |
| Edició                                         |                                          |                                          |                                          |                                          |                                          |                                          |                                          |                                          |                                          | Final                                    |                                          |
| 1974/75                                        |                                          |                                          |                                          |                                          |                                          |                                          |                                          |                                          |                                          | Dinamo Kíev                              |                                          |
| 1975/76                                        |                                          |                                          |                                          |                                          |                                          |                                          |                                          |                                          |                                          | RSC Anderlecht                           |                                          |
| 2000/01                                        |                                          |                                          |                                          |                                          |                                          |                                          |                                          |                                          |                                          | Liverpool                                |                                          |
| 2012/13                                        |                                          |                                          |                                          |                                          |                                          |                                          |                                          |                                          |                                          | Chelsea FC                               |                                          |
| 2019/20                                        |                                          |                                          |                                          |                                          |                                          |                                          |                                          |                                          |                                          | Sevilla                                  |                                          |
| Copa d'Europa / Lliga de Campions              |                                          |                                          |                                          |                                          |                                          |                                          |                                          |                                          |                                          |                                          |                                          |
| Edició                                         | Fases anteriors                          | Fases anteriors                          | Fases anteriors                          | Fases anteriors                          | Trenta-dosens                            | Setzens                                  | Vuitens                                  | Quarts                                   | Semifinals                               | Final                                    |                                          |
| 1969-70                                        |                                          |                                          |                                          |                                          |                                          | St. Etienne                              |                                          |                                          |                                          |                                          |                                          |
| 1972-73                                        |                                          |                                          |                                          |                                          |                                          | Galatasaray                              | Omonia                                   | Ajax                                     |                                          |                                          |                                          |
| 1973-74                                        |                                          |                                          |                                          |                                          |                                          | Atvidaberg                               | Dynamo D.                                | CSKA                                     | Újpest FC                                | Atlètic                                  |                                          |
| 1974-75                                        |                                          |                                          |                                          |                                          |                                          |                                          | Magdeburg                                | Ararat                                   | St.-Étienne                              | Leeds                                    |                                          |
| 1975-76                                        |                                          |                                          |                                          |                                          |                                          | Jeunesse                                 | Malmö                                    | Benfica                                  | R. Madrid                                | St.-Étienne                              |                                          |
| 1976-77                                        |                                          |                                          |                                          |                                          |                                          | Køge BK                                  | Baník                                    | Dynamo K.                                |                                          |                                          |                                          |
| 1980-81                                        |                                          |                                          |                                          |                                          |                                          | Olympiakos FC                            | Ajax                                     | Baník                                    | Liverpool FC                             |                                          |                                          |
| 1981-82                                        |                                          |                                          |                                          |                                          |                                          | Öster                                    | Benfica                                  | Universitatea                            | CSKA                                     | Aston                                    |                                          |
| 1985-86                                        |                                          |                                          |                                          |                                          |                                          | Górnik                                   | Austria V.                               | RSC Anderlecht                           |                                          |                                          |                                          |
| 1986-87                                        |                                          |                                          |                                          |                                          |                                          | PSV                                      | Austria V.                               | RSC Anderlecht                           | R. Madrid                                | FC Porto                                 |                                          |
| 1987-88                                        |                                          |                                          |                                          |                                          |                                          | CSKA                                     | Xamax                                    | R. Madrid                                |                                          |                                          |                                          |
| 1989-90                                        |                                          |                                          |                                          |                                          |                                          | Rangers                                  | 17 Nëntori                               | PSV                                      | AC Milan                                 |                                          |                                          |
| 1990-91                                        |                                          |                                          |                                          |                                          |                                          | APOEL                                    | CSKA                                     | FC Porto                                 | Estrella Roja                            |                                          |                                          |
| 1994-95                                        |                                          |                                          |                                          |                                          |                                          |                                          | Spartak ¹                                | Göteborg                                 | Ajax                                     |                                          |                                          |
| 1997-98                                        |                                          |                                          |                                          |                                          |                                          |                                          | PSG ¹                                    | Borussia D.                              |                                          |                                          |                                          |
| 1998-99                                        |                                          |                                          |                                          |                                          |                                          | Obilic                                   | FC Barcelona ¹                           | Kaiserslautern                           | Dynamo                                   | Manchester U.                            |                                          |
| 1999-00                                        |                                          |                                          |                                          |                                          |                                          | Rangers ¹                                | Dynamo ¹                                 | FC Porto                                 | R. Madrid                                |                                          |                                          |
| 2000-01                                        |                                          |                                          |                                          |                                          |                                          | Rosenborg BK ¹                           | Olympique L. ¹                           | Galatasaray                              | R. Madrid                                | València CF                              |                                          |
| 2001-02                                        |                                          |                                          |                                          |                                          |                                          | Feyenoord ¹                              | Boavista ¹                               | R. Madrid                                |                                          |                                          |                                          |
| 2002-03                                        |                                          |                                          |                                          |                                          | Partizan                                 | Deportivo ¹                              |                                          |                                          |                                          |                                          |                                          |
| 2003-04                                        |                                          |                                          |                                          |                                          |                                          | Celtic ¹                                 | R. Madrid                                |                                          |                                          |                                          |                                          |
| 2004-05                                        |                                          |                                          |                                          |                                          |                                          | Ajax ¹                                   | Arsenal FC                               | Chelsea FC                               |                                          |                                          |                                          |
| 2005-06                                        |                                          |                                          |                                          |                                          |                                          | Bruges ¹                                 | AC Milan                                 |                                          |                                          |                                          |                                          |
| 2006-07                                        |                                          |                                          |                                          |                                          |                                          | Spartak ¹                                | R. Madrid                                | AC Milan                                 |                                          |                                          |                                          |
| 2008-09                                        |                                          |                                          |                                          |                                          |                                          | Fiorentina ¹                             | Sporting                                 | FC Barcelona                             |                                          |                                          |                                          |
| 2009-10                                        |                                          |                                          |                                          |                                          |                                          | Juventus FC ¹                            | Fiorentina                               | Manchester U.                            | Olympique L.                             | Internazionale                           |                                          |
| 2010-11                                        |                                          |                                          |                                          |                                          |                                          | Basilea ¹                                | Internazionale                           |                                          |                                          |                                          |                                          |
| 2011-12                                        |                                          |                                          |                                          |                                          | FC Zürich                                | Manchester C.¹                           | Basilea                                  | Olympique M.                             | R. Madrid                                | Chelsea FC                               |                                          |
| 2012-13                                        |                                          |                                          |                                          |                                          |                                          | BATE ¹                                   | Arsenal FC                               | Juventus FC                              | FC Barcelona                             | Borussia D.                              |                                          |
| 2013-14                                        |                                          |                                          |                                          |                                          |                                          | Viktoria ¹                               | Arsenal FC                               | Manchester U.                            | R. Madrid                                |                                          |                                          |
| 2014-15                                        |                                          |                                          |                                          |                                          |                                          | AS Roma ¹                                | Shajtar                                  | FC Porto                                 | FC Barcelona                             |                                          |                                          |
| 2015-16                                        |                                          |                                          |                                          |                                          |                                          | Olympiakos FC ¹                          | Juventus FC                              | Benfica                                  | Atlètic                                  |                                          |                                          |
| 2016-17                                        |                                          |                                          |                                          |                                          |                                          | Rostov ¹                                 | Arsenal FC                               | R. Madrid                                |                                          |                                          |                                          |
| 2017-18                                        |                                          |                                          |                                          |                                          |                                          | Cèltic ¹                                 | Beşiktaş                                 | Sevilla                                  | R. Madrid                                |                                          |                                          |
| 2018-19                                        |                                          |                                          |                                          |                                          |                                          | Benfica ¹                                | Liverpool FC                             |                                          |                                          |                                          |                                          |
| 2019-20                                        |                                          |                                          |                                          |                                          |                                          | Olympiakos FC ¹                          | Chelsea FC                               | FC Barcelona                             | Olympique L.                             | PSG                                      |                                          |
| 2020-21                                        |                                          |                                          |                                          |                                          |                                          | RB Salzburg ¹                            | SS Lazio                                 | PSG                                      |                                          |                                          |                                          |
| 2021-22                                        |                                          |                                          |                                          |                                          |                                          | FC Barcelona ¹                           | RB Salzburg                              | Vila-real CF                             |                                          |                                          |                                          |
| 2022-23                                        |                                          |                                          |                                          |                                          |                                          | FC Barcelona ¹                           | PSG                                      | Manchester C.                            |                                          |                                          |                                          |
| 2023-24                                        |                                          |                                          |                                          |                                          |                                          | Galatasaray ¹                            | SS Lazio                                 | Arsenal FC                               | R. Madrid                                |                                          |                                          |
| 2024-25                                        |                                          |                                          |                                          |                                          | GNK Dinamo Zagreb ¹                      | Celtic                                   | Bayer Leverkusen                         | Internazionale                           |                                          |                                          |                                          |
| Recopa d'Europa                                |                                          |                                          |                                          |                                          |                                          |                                          |                                          |                                          |                                          |                                          |                                          |
| Edició                                         |                                          |                                          |                                          |                                          |                                          | Setzens                                  | Vuitens                                  | Quarts                                   | Semifinals                               | Final                                    |                                          |
| 1966-67                                        |                                          |                                          |                                          |                                          |                                          | Tatran                                   | Rovers                                   | Rapid                                    | Standard                                 | Rangers                                  |                                          |
| 1967-68                                        |                                          |                                          |                                          |                                          |                                          | Panathinaikos FC                         | Vitória S.                               | València CF                              | AC Milan                                 |                                          |                                          |
| 1971-72                                        |                                          |                                          |                                          |                                          |                                          | Pilsen                                   | Liverpool FC                             | Steaua                                   | Rangers                                  |                                          |                                          |
| 1982-83                                        |                                          |                                          |                                          |                                          |                                          | Torpedo                                  | Hotspur                                  | Aberdeen FC                              |                                          |                                          |                                          |
| 1984-85                                        |                                          |                                          |                                          |                                          |                                          | Moss                                     | Botev                                    | AS Roma                                  | Everton FC                               |                                          |                                          |
| Copa de Fires / Copa de la UEFA / Lliga Europa |                                          |                                          |                                          |                                          |                                          |                                          |                                          |                                          |                                          |                                          |                                          |
| Edició                                         | Fases anteriors                          | Fases anteriors                          | Fases anteriors                          | Fases anteriors                          | Trenta-dosens                            | Setzens                                  | Vuitens                                  | Quarts                                   | Semifinals                               | Final                                    |                                          |
| 1962-63                                        |                                          |                                          |                                          |                                          |                                          | Basilea                                  | Drumcondra                               | Dinamo Z.                                |                                          |                                          |                                          |
| 1970-71                                        |                                          |                                          |                                          |                                          | Rangers                                  | Coventry                                 | Sparta                                   | Liverpool FC                             |                                          |                                          |                                          |
| 1977-78                                        |                                          |                                          |                                          |                                          | Mjøndalen                                | Marek                                    | Eintracht F.                             |                                          |                                          |                                          |                                          |
| 1979-80                                        |                                          |                                          |                                          |                                          | Bohemians                                | Aarhus                                   | Estel Vermeig                            | Kaiserslautern                           | Eintracht F.                             |                                          |                                          |
| 1983-84                                        |                                          |                                          |                                          |                                          | Anorthosis                               | PAOK                                     | Hotspur                                  |                                          |                                          |                                          |                                          |
| 1988-89                                        |                                          |                                          |                                          |                                          | Legia Varsòvia                           | DAC                                      | Internazionale                           | Hearts                                   | SSC Napoli                               |                                          |                                          |
| 1991-92                                        |                                          |                                          |                                          |                                          | Cork                                     | BK 1903                                  |                                          |                                          |                                          |                                          |                                          |
| 1993-94                                        |                                          |                                          |                                          |                                          | FC Twente                                | Norwich City                             |                                          |                                          |                                          |                                          |                                          |
| 1995-96                                        |                                          |                                          |                                          |                                          | Lokomotiv                                | Rovers                                   | SL Benfica                               | Forest                                   | FC Barcelona                             | Girondins                                |                                          |
| 1996-97                                        |                                          |                                          |                                          |                                          | València CF                              |                                          |                                          |                                          |                                          |                                          |                                          |
| 2007-08                                        |                                          |                                          |                                          | Belenenses                               | Aris ¹                                   | Aberdeen FC                              | RSC Anderlecht                           | Getafe CF                                | Zenit                                    |                                          |                                          |

¹ Fase de grups. Equip eliminat millor posicionat en cas de classificació, o equip classificat pitjor posicionat en cas d'eliminació.

## Futbolistes

### Plantilla 2024-25
A 4 febrer 2025 
| N. | Pos. | Nac. | Jugador                    |
| -- | ---- | --- | -------------------------- |
| 1  | POR  | [[Fitxer:Flag of Germany.svg\|23x15px\|border \|alt=Alemanya\|link=Selecció de futbol d'Alemanya\|{{#if:\|]]                    | Manuel Neuer (capità)      |
| 2  | DEF  | [[Fitxer:Flag of France (1794–1815, 1830–1974).svg\|23x15px\|border \|alt=França\|link=Selecció de futbol de França\|{{#if:\|]] | Dayot Upamecano            |
| 3  | DEF  | [[Fitxer:Flag of South Korea.svg\|23x15px\|border \|alt=Corea del Sud\|link=Selecció de futbol de Corea del Sud\|{{#if:\|]]     | Kim Min-jae                |
| 6  | DEF  | [[Fitxer:Flag of Germany.svg\|23x15px\|border \|alt=Alemanya\|link=Selecció de futbol d'Alemanya\|{{#if:\|]]                    | Joshua Kimmich (3r capità) |
| 7  | DAV  | [[Fitxer:Flag of Germany.svg\|23x15px\|border \|alt=Alemanya\|link=Selecció de futbol d'Alemanya\|{{#if:\|]]                    | Serge Gnabry               |
| 8  | MIG  | [[Fitxer:Flag of Germany.svg\|23x15px\|border \|alt=Alemanya\|link=Selecció de futbol d'Alemanya\|{{#if:\|]]                    | Leon Goretzka (4t capità)  |
| 9  | DAV  | [[Fitxer:Flag of England.svg\|23x15px\|border \|alt=Anglaterra\|link=Selecció de futbol d'Anglaterra\|{{#if:\|]]                | Harry Kane                 |
| 10 | DAV  | [[Fitxer:Flag of Germany.svg\|23x15px\|border \|alt=Alemanya\|link=Selecció de futbol d'Alemanya\|{{#if:\|]]                    | Leroy Sané                 |
| 11 | DAV  | [[Fitxer:Flag of France (1794–1815, 1830–1974).svg\|23x15px\|border \|alt=França\|link=Selecció de futbol de França\|{{#if:\|]] | Kingsley Coman             |
| 15 | DEF  | [[Fitxer:Flag of England.svg\|23x15px\|border \|alt=Anglaterra\|link=Selecció de futbol d'Anglaterra\|{{#if:\|]]                | Eric Dier                  |
| 16 | MIG  | [[Fitxer:Flag of Portugal.svg\|23x15px\|border \|alt=Portugal\|link=Selecció de futbol de Portugal\|{{#if:\|]]                  | João Palhinha              |
| 17 | MIG  | [[Fitxer:Flag of France (1794–1815, 1830–1974).svg\|23x15px\|border \|alt=França\|link=Selecció de futbol de França\|{{#if:\|]] | Michael Olise              |
| 18 | POR  | [[Fitxer:Flag of Israel.svg\|23x15px\|border \|alt=Israel\|link=Selecció de futbol d'Israel\|{{#if:\|]]                         | Daniel Peretz              |

| N. | Pos. | Nac. | Jugador                   |
| -- | ---- | --- | ------------------------- |
| 19 | MIG  | [[Fitxer:Flag of Canada (Pantone).svg\|23x15px\|border \|alt=Canadà\|link=Selecció de futbol del Canadà\|{{#if:\|]]             | Alphonso Davies           |
| 21 | DEF  | [[Fitxer:Flag of Japan.svg\|23x15px\|border \|alt=Japó\|link=Selecció de futbol del Japó\|{{#if:\|]]                            | Hiroki Itō                |
| 22 | DEF  | [[Fitxer:Flag of Portugal.svg\|23x15px\|border \|alt=Portugal\|link=Selecció de futbol de Portugal\|{{#if:\|]]                  | Raphaël Guerreiro         |
| 23 | DEF  | [[Fitxer:Flag of France (1794–1815, 1830–1974).svg\|23x15px\|border \|alt=França\|link=Selecció de futbol de França\|{{#if:\|]] | Sacha Boey                |
| 24 | MIG  | [[Fitxer:Flag of Croatia.svg\|23x15px\|border \|alt=Croàcia\|link=Selecció de futbol de Croàcia\|{{#if:\|]]                     | Gabriel Vidović           |
| 25 | DAV  | [[Fitxer:Flag of Germany.svg\|23x15px\|border \|alt=Alemanya\|link=Selecció de futbol d'Alemanya\|{{#if:\|]]                    | Thomas Müller (2n capità) |
| 26 | POR  | [[Fitxer:Flag of Germany.svg\|23x15px\|border \|alt=Alemanya\|link=Selecció de futbol d'Alemanya\|{{#if:\|]]                    | Sven Ulreich              |
| 27 | MIG  | [[Fitxer:Flag of Austria.svg\|23x15px\|border \|alt=Àustria\|link=Selecció de futbol d'Àustria\|{{#if:\|]]                      | Konrad Laimer             |
| 28 | DEF  | [[Fitxer:Flag of Germany.svg\|23x15px\|border \|alt=Alemanya\|link=Selecció de futbol d'Alemanya\|{{#if:\|]]                    | Tarek Buchmann            |
| 40 | POR  | [[Fitxer:Flag of Germany.svg\|23x15px\|border \|alt=Alemanya\|link=Selecció de futbol d'Alemanya\|{{#if:\|]]                    | Jonas Urbig               |
| 42 | MIG  | [[Fitxer:Flag of Germany.svg\|23x15px\|border \|alt=Alemanya\|link=Selecció de futbol d'Alemanya\|{{#if:\|]]                    | Jamal Musiala             |
| 44 | DEF  | [[Fitxer:Flag of Croatia.svg\|23x15px\|border \|alt=Croàcia\|link=Selecció de futbol de Croàcia\|{{#if:\|]]                     | Josip Stanišić            |
| 45 | MIG  | [[Fitxer:Flag of Germany.svg\|23x15px\|border \|alt=Alemanya\|link=Selecció de futbol d'Alemanya\|{{#if:\|]]                    | Aleksandar Pavlović       |

### Jugadors històrics destacats
| - 1900s-10s: - Max 'Gaberl' Gablonsky - 1920s-30s: - Ludwig Goldbrunner - Conrad Heidkamp - Franz Krumm - Oskar Rohr - Wilhelm Simetsreiter - Jakob Streitle - 1960s: - Dieter Brenninger - Werner Olk - Franz Roth - 1970s: - Björn Andersson - Franz Beckenbauer - Paul Breitner - Wolfgang Dremmler - Dieter Hoeneß - Uli Hoeneß - Sepp Maier - Gerd Müller - Branko Oblak - Georg Schwarzenbeck - Rainer Zobel | 1980s: - Klaus Augenthaler - Raimond Aumann - Andreas Brehme - Søren Lerby - Jean-Marie Pfaff - Hans Pflügler - Stefan Reuter - Karl-Heinz Rummenigge - Olaf Thon - Roland Wohlfarth - 1990s: - Markus Babbel - Mario Basler - Ali Daei - Stefan Effenberg - Thorsten Fink - Dietmar Hamann - Thomas Helmer - Carsten Jancker - Jorginho - Jürgen Klinsmann - Jürgen Kohler - Emil Kostadinov - Samuel Kuffour | - Brian Laudrup - Lothar Matthäus - Alan McInally - Christian Nerlinger - Jean-Pierre Papin - Ruggiero Rizzitelli - Mehmet Scholl - Ciriaco Sforza - Thomas Strunz - Adolfo Valencia - Alexander Zickler - Christian Ziege - 2000s: - Patrik Andersson - Michael Ballack - Sebastian Deisler - Martín Demichelis - Giovane Elber - Owen Hargreaves - Jens Jeremies - Oliver Kahn - Miroslav Klose - Robert Kovač - Niko Kovač - Philipp Lahm | - Thomas Linke - Bixente Lizarazu - Lúcio - Roy Makaay - Claudio Pizarro - Lukas Podolski - Franck Ribéry - Willy Sagnol - Hasan Salihamidžić - Mehmet Scholl - Roque Santa Cruz - Bastian Schweinsteiger - Luca Toni - Daniel Van Buyten - Zé Roberto - 2010s: - Toni Kroos - Luiz Gustavo - Mario Mandžukić - Ivica Olić - Arturo Vidal |

### Equip de tots els temps
L'1 de juny de 2005, amb motiu de la inauguració de l'Allianz Arena, el Bayern de Múnic anuncià els resultats d'una enquesta on s'escollí l'alineació més gran de tots els temps. 66.000 seguidors van votar.
- Sepp Maier
- Klaus Augenthaler
- Georg Schwarzenbeck
- Franz Beckenbauer
- Paul Breitner
- Mehmet Scholl
- Stefan Effenberg
- Lothar Matthäus
- Karl-Heinz Rummenigge
- Gerd Müller
- Giovane Elber

## Màxims golejadors en la història del club
|   | Jugador               | Partits jugats | Gols marcats |    | Gols per partit |
| 1 | Gerd Müller           | 427            | 365          | 51 | 0.85            |
| 2 | Karl-Heinz Rummenigge | 310            | 162          | 6  | 0.52            |
| 3 | Roland Wohlfarth      | 254            | 119          | 2  | 0.47            |
| 4 | Dieter Hoeneß         | 224            | 102          | 2  | 0.46            |
| 5 | Thomas Müller *       | 266            | 97           | 13 | 0.36            |
| 6 | Arjen Robben *        | 179            | 93           | 11 | 0.52            |
| 7 | Giovane Élber         | 169            | 92           | 0  | 0.54            |
| 8 | Robert Lewandowski *  | 108            | 90           | 11 | 0.83            |
| 9 | Claudio Pizarro *     | 224            | 87           | 1  | 0.39            |